# Liste der Bodendenkmale in der Samtgemeinde Dransfeld
In der Liste der Bodendenkmale in der Samtgemeinde Dransfeld sind die Bodendenkmale der niedersächsischen Samtgemeinde Dransfeld aufgeführt. Die Quelle ist der Denkmalatlas Niedersachsen.
- Bitte beachten Sie, dass diese Liste keinen Anspruch auf Vollständigkeit erhebt.
- Die Angaben ersetzen nicht die rechtsverbindliche Auskunft der zuständigen Denkmalschutzbehörde.
- Es sind nur Daten aus dem Denkmalatlas verarbeitet.
- Der Stand der Liste ist der 21. März 2025.

Samtgemeinde Dransfeld im Landkreis Göttingen

## Allgemein
In den Spalten finden sich folgende Informationen des Bodendenkmales:
| Lage         | geographische Koordinaten                                                           |
| Bezeichnung  | Bezeichnung lt. Denkmalatlas                                                        |
| Beschreibung | Beschreibung lt. Denkmalatlas                                                       |
| ID           | Objekt-ID                                                                           |
| Bild         | Bild, ggf. zusätzlich mit Link zu weiteren Fotos im Medienarchiv Wikimedia Commons. |

## Bühren
| Lage                        | Bezeichnung            | Beschreibung | ID       | Bild |
| --------------------------- | ---------------------- | --- | -------- | ---- |
| 51° 29′ 41″ N, 9° 40′ 14″ O | Bühren 1, Fundstreuung | Mehrere Quarzitblöcke (paläolithischer Schlagplatz). Die Quarzitbank dehnt sich über eine Fläche von ca. 10 m Br. und 25 m L. aus; in den nördl. ca. 10 m sind an den Steinblöcken Schlagnegative erkennbar. Steinblöcke mit Schlagnegativen nach der Grabung freipräpariert; im südl. Teil ragt nur der obere Teil der Steine aus dem Mutterboden heraus. Im Rahmen einer Ausgrabung um 1957 konnten mehrere Quarzitabschläge und -geräte geborgen werden. Mittel- bis Jungpaläolithikum. | 28980819 | BW   |
| 51° 29′ 33″ N, 9° 40′ 11″ O | Bühren 2, Grabhügel    | Größe ca. 10 × 6 m und Höhe ca. 0,6 m. Oval mit dichter Basaltsteinpackung. Faust- bis kopfgroße Steine. Zusätzliche Auffüllung mit größeren Lesesteinen vom nahe gelegenen Acker. Randbereiche deutlich abgesetzt. Nach N flach auslaufend. Augenscheinlich regellos angeschüttet. Grabungen zwischen 1952 und 1957 sowie 1977. Im östl. Bereich abgetragen, Abraum der Grabung teilweise erkennbar.                                                                                      | 28980820 | BW   |
| 51° 29′ 34″ N, 9° 40′ 10″ O | Bühren 6, Grabhügel    | Durchmesser ca. 5,5 m und Höhe ca. 0,3 m. Fast rund. Lockere Steinpackung mit faust- bis kopfgroßen Basaltsteinen. Flacher Gipfelbereich. Randbereiche flach auslaufend. | 28980822 | BW   |

## Dransfeld
| Lage                        | Bezeichnung                  | Beschreibung | ID       | Bild |
| --------------------------- | ---------------------------- | --- | -------- | ---- |
| 51° 28′ 35″ N, 9° 45′ 14″ O | Dransfeld 19, Fundstreuung   | Mittel- bis jungpaläolithischer Quarzitschlagplatz. Gruppenartig zusammenliegende Quarzitblöcke, deren einzelne Blöcke teilweise Schlagnegative, Schälchen und Schnittkerben an der freiliegenden Oberfläche zeigen. Am Fuß der als „Altarsteine“ bezeichnete zentrale Quarzitblockgruppe einige Ausbuchtungen. | 28980823 | BW   |
| 51° 28′ 52″ N, 9° 45′ 2″ O  | Dransfeld 21, Fundstreuung   | Auf einer Fläche von etwa 50 × 100 m von N-S. | 28980821 | BW   |
| 51° 28′ 15″ N, 9° 44′ 22″ O | Dransfeld 23, Grabhügel      | Größe ca. 5 × 8 m und Höhe ca.1,1 m. Oval, hoch gewölb; Rand abgesetzt, nach S allmählich abfallend. Ohne Störung. | 28980824 | BW   |
| 51° 28′ 33″ N, 9° 45′ 19″ O | Dransfeld 24, Fundstreuung   | Quarzitsteinblöcke mit seitlichen Abschlagmalen, 1 großer plattiger Quarzitsteinblock mit „Arbeitsmulden“. | 28980826 | BW   |
| 51° 29′ 5″ N, 9° 46′ 8″ O   | Dransfeld 27, Grabhügel      | Größe ca. 4 × 5 m und Höhe ca. 0,35 m. Ebenmäßig gewölbt, oval, Rand sanft auslaufend. Ohne Störung. | 28980828 | BW   |
| 51° 29′ 6″ N, 9° 46′ 9″ O   | Dransfeld 28, Grabhügel      | Größe ca. 5 × 6 m und Höhe ca. 0,4 m. Ebenmäßig gewölbt, oval; Rand sanft auslaufend. Ohne Störung. | 28980829 | BW   |
| 51° 29′ 5″ N, 9° 46′ 10″ O  | Dransfeld 29, Grabhügel      | Größe ca. 3 × 4 m und Höhe ca. 0,3 m. Ebenmäßig flach gewölbt, oval; Rand sanft auslaufend. Ohne Störung. | 28980830 | BW   |
| 51° 29′ 12″ N, 9° 46′ 17″ O | Dransfeld 30, Grabhügel      | Durchmesser ca. 5 m und Höhe ca. 0,35 m. Flach gewölbt; Rand sanft auslaufend. Ohne Störung. | 28980831 | BW   |
| 51° 29′ 13″ N, 9° 46′ 17″ O | Dransfeld 33, Grabhügel      | Durchmesser ca. 4 m und Höhe ca. 0,35 m. Flach und ebenmäßig gewölbt; sanft auslaufender Rand. Ohne Störung. | 28980832 | BW   |
| 51° 28′ 45″ N, 9° 45′ 41″ O | Dransfeld 34, Grabhügel      | Größe ca. 5 × 8 m und Höhe ca. 0,5 – 0,6 m. Ebenmäßig gewölbt aus faust- bis kopfgroßen Steinen, Rand allmählich auslaufend. Alte Einsenkung im W-Rand. | 28980833 | BW   |
| 51° 28′ 47″ N, 9° 45′ 40″ O | Dransfeld 35, Grabhügel      | Größe ca. 3,5 × 5 m und Höhe ca. 0,3 m. Ebenmäßig flach gewölbt, Rand sanft auslaufend. Keine Störung. | 28980834 | BW   |
| 51° 28′ 44″ N, 9° 45′ 39″ O | Dransfeld 36, Grabhügel      | Durchmesser ca. 5 m und Höhe ca. 0,3 m. Ebenmäßig flach gewölbt, Rand sanft auslaufend. Keine Störung. | 28980835 | BW   |
| 51° 28′ 42″ N, 9° 45′ 34″ O | Dransfeld 42, Grabhügel      | Durchmesser ca. 10 – 12 m und Höhe ca. 0,3 – 0,5 m. Runde, starke Steinkonzentration aus kopf- bis eimergroßen Basaltsteinen. Oberfläche infolge Abtrags mindestens einer Steinschicht gestört. | 28980842 | BW   |
| 51° 28′ 46″ N, 9° 44′ 28″ O | Dransfeld 43, Grabhügel      | Durchmesser ca. 6 m und Höhe ca. 0,5 m. Reste. Entlang des S-Randes einzelne freiliegende Quarzitsteinblöcke und größere Kalkbruchsteinstücke, ebenso entlang des O-Randes. Mitte und W-Rand alt abgetragen. | 28980844 | BW   |
| 51° 29′ 8″ N, 9° 46′ 5″ O   | Dransfeld 44, Grabhügel      | Durchmesser ca. 5 m und Höhe ca. 0,3 m. Flach gewölbt, Rand sanft auslaufend. Ohne Störung. | 28980945 | BW   |
| 51° 29′ 15″ N, 9° 46′ 14″ O | Dransfeld 45, Grabhügel      | Größe ca. 4 × 5 m und Höhe ca. 0,3 m. Oval, flach gewölbt, Rand sanft auslaufend. Ohne Störung. | 28980946 | BW   |
| 51° 29′ 14″ N, 9° 46′ 13″ O | Dransfeld 46, Grabhügel      | Durchmesser ca. 4,5 m und Höhe ca. 0,3 m. Flach gewölbt, Rand sanft auslaufend. Ohne Störung. | 28980947 | BW   |
| 51° 31′ 21″ N, 9° 46′ 52″ O | Dransfeld 60, Grabhügel      | Durchmesser ca. 14 m und Höhe ca. 0,7 m. Rund, abgeflachter Gipfel, Randbereiche ebenmäßig auslaufend. Augenscheinlich ungestört. | 28980948 | BW   |
| 51° 31′ 20″ N, 9° 46′ 52″ O | Dransfeld 61, Grabhügel      | Durchmesser ca. 8,5 m und Höhe ca. 0,4 m. Rund, flacher Gipfel, Randbereiche ebenmäßig auslaufend, aus Kalkbruchstein aufgebaut. Im Gipfelbereich Störung in einer trichterartigen Einsenkung ca. 1,5 m Br. und T. ca. 0,2 m. | 28980949 | BW   |
| 51° 31′ 19″ N, 9° 46′ 50″ O | Dransfeld 62, Grabhügel      | Durchmesser ca. 11,5 m und Höhe ca. 0,5 m. Rund, stark auslaufend, flach und ebenmäßig gewölbt. | 28980950 | BW   |
| 51° 31′ 30″ N, 9° 46′ 11″ O | Dransfeld 75, Grabhügel      | Durchmesser ca. 8 m und Höhe ca. 0,7 m. Fast rund, stattlich. Aufgeschüttet aus Kalksteingeröll unterschiedlicher Größe. Gut vom Gelände abgesetzt. Im S-Bereich flache Einsenkungen. | 28980963 | BW   |
| 51° 31′ 21″ N, 9° 46′ 33″ O | Dransfeld 91, Grabhügel      | Durchmesser ca. 8,5 m und Höhe ca. 0,6 m. Rund, gleichmäßig und stark gewölbt. Gipfel leicht abgeflacht. Randbereiche sanft auslaufend. Unterschiedlich große Kalksteine sichtbar. Keine Störung sichtbar. | 28981076 | BW   |
| 51° 31′ 20″ N, 9° 46′ 34″ O | Dransfeld 92, Grabhügel      | Durchmesser ca. 5 m und Höhe ca. 0,3 m. Rundoval, flach gewölbt. Im S sich stark dem umringenden Gelände angleichend, von N deutlich abgesetzt. Aus Kalkbruchsteinen die teilweise überkopfgroß sind. In den Randbereichen verstreut liegende Kalksteine. | 28981077 | BW   |
| 51° 31′ 19″ N, 9° 46′ 34″ O | Dransfeld 93, Grabhügel      | Größe ca. 6,5 × 4,5 m und Höhe ca. 0,4 m. Ovale For, in O-W-Richtung. Deutlich gewölbt. Aus meist plattigen, bis überkopfgroßen Kalksteinen aufgebaut. Gestörte Oberfläche, bedingt durch ungleichmäßig liegende Steinpackung. | 28981078 | BW   |
| 51° 31′ 19″ N, 9° 46′ 34″ O | Dransfeld 94, Grabhügel      | Größe ca. 5 × 6 m und Höhe ca. 0,3 m. Unförmig mit verstreut liegenden Kalksteinen, überwiegend in Faust- bis Kopfgröße, am südl. Rand ein 0,50 × 0,50 m großer Kalkstein. Südl. Bereich zeichnet sich am deutlichsten ab. Gestörter Gesamteindruck, wurde möglicherweise auseinandergerissen. | 28981074 | BW   |
| 51° 31′ 18″ N, 9° 46′ 35″ O | Dransfeld 95, Grabhügel      | Größe ca. 7,4 × 3,5 m und Höhe ca. 0,3 m. Oval, im mittleren Bereich deutlich gewölbt. Nach O und W stark auslaufend. Aus dem Laub ragen größere, plattige Kalksteine. Liegt auf der Kante eines nur schwach ausgeprägten Geländeabsatzes, der nördl. durch eine flache Mulde flankiert wird. Anscheinend ungestört. | 28981081 | BW   |
| 51° 31′ 17″ N, 9° 46′ 35″ O | Dransfeld 96, Grabhügel      | Größe ca. 6 × 3 m und Höhe ca. 0,2 m. Länglich, stark auslaufend in O-W-Stellung. Nur schwach gewölbt, unter Laubdecke ist eine Packung kleinerer Kalksteine erkennbar. | 28981080 | BW   |
| 51° 31′ 16″ N, 9° 46′ 25″ O | Dransfeld 97, Grabhügel      | Durchmesser ca. 5,5 m und Höhe ca. 0,4 m. Annähernd rund. Ebenmäßig gewölbt mit gleichmäßig auslaufenden Randbereichen. Hebt sich von allen Seiten vom nahezu ebenem Waldboden ab. Einbuchtung im nördl. Bereich. Einsenkungen. | 28981084 | BW   |
| 51° 31′ 30″ N, 9° 46′ 36″ O | Dransfeld 127, Grabhügel     | Größe ca. 15,5 × 13,5 m und Höhe ca. 1 m. Groß, fast rund in N-S-Richtung. Leicht verzogen. Im N-Bereich hoch gewölbt mit stark auslaufenden Randbereichen. Mit flachen Einbuchtungen. | 28985194 | BW   |
| 51° 31′ 40″ N, 9° 46′ 3″ O  | Dransfeld 137, Grabhügel     | Durchmesser ca. 12 m und Höhe ca. 0,8 m. Rund. Östl. Bereich ebenmäßig stark gewölbt mit gut abgesetztem Rand. Aus Kalksteingeröll aufgebaut. Gut 1/3 durch eine ca. 0,90 m tiefen rinnenartigen Steinentnahme im W, mit Auswurf. | 28981093 | BW   |
| 51° 31′ 40″ N, 9° 46′ 6″ O  | Dransfeld 138, Grabhügel     | Durchmesser ca. 4,5 m und Höhe ca. 0,4 m. Kreisrund, ebenmäßig gewölbt, Rand deutlich abgesetzt. Aus Kalkbruchsteinmaterial. Anscheinend ungestört. | 28981092 | BW   |
| 51° 31′ 39″ N, 9° 46′ 5″ O  | Dransfeld 139, Grabhügel     | Größe ca.7,5 × 4 m und Höhe ca. 0,3 m. Länglich. Flach gewölbt, im nördl. Bereich N-S ausgerichtet. Flach auslaufender S-Bereich. Grundmaterial Kalkbruchstein in Faust- bis Kopfgröße. Leicht gestörter Gesamteindruck. | 28981094 | BW   |
| 51° 31′ 38″ N, 9° 46′ 13″ O | Dransfeld 140, Grabhügel     | Größe ca.7 × 5 m und Höhe ca. 0,7 m. Länglich. N-S ausgerichtet. Hoch gewölbt und Randbereiche abgesetzt. Aufgebaut aus Kalksteingeröll. Augenscheinlich ungestört. | 28981095 | BW   |
| 51° 31′ 31″ N, 9° 46′ 36″ O | Dransfeld 143, Wölbackerbeet | Ackerbeete (?) in ca. SW-NO, SO-NW und NO-SW-Ausrichtung. Im nordöstl. Bereich mit Scheitelabständen bis zu 12 m und H. bis zu 0,30 m. Teilweise deutlich gewölbt, zum größten Teil jedoch (sehr) schwach ausgeprägt oder durch dichten Bewuchs nicht überprüfbar. Obwohl sich im Allgemeinen durch Erosion Bodenmaterial verlagert haben wird, liegt die südl. Ausdehnung der Fundstelle in fast horizontaler Lage. Aufgrund des teilweise stark auslaufenden, möglicherweise verwaschenen Zustandes ist dieses Objekt in seiner Ausdehnung schwer abzugrenzen.                                                             | 28989595 | BW   |
| 51° 28′ 30″ N, 9° 45′ 22″ O | Dransfeld 146, Steinmale     | Quarzitblock mit auffälliger Auskehlung an der S-Seite, oben tafelartig abgeplättet. Maße der oberen Platte N-S 2,1 m, O-W 3,5 m, Maße des Sockels N-S 3,5 m, O-W 3,5 m. Aus dem umringenden Waldboden ca. 0,6 m herausragend. Bebauungsspuren an der Oberkante sowie in der Auskehlung. Nach W ist ein weiterer, plattiger und kaum aus dem Boden ragender Stein vorgelagert. Während Grabungen im Jahr 1972 konnten mittelalterliche Gefäßscherben des 13. und 14. Jhs. geborgen werden. Der Stein scheint somit - jedenfalls im Mittelalter - als eine Art Andachtsstätte gedient zu haben. Ältere Belege fehlen bislang. | 28981096 | BW   |

### Ossenfeld
| Lage                        | Bezeichnung             | Beschreibung | ID       | Bild |
| --------------------------- | ----------------------- | --- | -------- | ---- |
| 51° 31′ 44″ N, 9° 47′ 3″ O  | Ossenfeld 17, Grabhügel | Durchmesser ca. 6 m und Höhe ca. 0,4 m. Rund, stark auslaufend, aus Kalkbruchstein aufgebaut. Anscheinend ungestört. Kalkbruchstein ersichtlich.                                          | 28981903 | BW   |
| 51° 31′ 45″ N, 9° 47′ 3″ O  | Ossenfeld 18, Grabhügel | Durchmesser ca. 5 m und Höhe ca. 0,3 m. Rund, stark auslaufend, flach gewölbt, Kalkbruchstein ersichtlich. Am Rand ein großer Quarzitblock freiliegend. Anscheinend ungestört.            | 28981902 | BW   |
| 51° 31′ 45″ N, 9° 47′ 1″ O  | Ossenfeld 19, Grabhügel | Durchmesser ca. 9 m und Höhe ca. 0,3 m. Rund, flach gewölbt, stark auslaufende Randbereiche, aus Kalkbruchstein aufgeworfen. Einige Sandsteinblöcke freiliegend. Guter Erhaltungszustand. | 28981904 | BW   |
| 51° 31′ 18″ N, 9° 47′ 18″ O | Ossenfeld 20, Grabhügel | Durchmesser ca. 4 m und Höhe ca. 0,2 m. Rund. Flach, fast bodengleich. Kalkbruchstein ersichtlich.                                                                                        | 28981905 | BW   |
| 51° 31′ 17″ N, 9° 47′ 18″ O | Ossenfeld 21, Grabhügel | Größe ca. 5,5 × 3,5 m und Höhe ca. 0,4 m. Länglich. Ebenmäßig gewölbt. Randbereiche sanft auslaufend. Bestehend aus Kalkbruchstein. Augenscheinlich gut erhalten.                         | 28981906 | BW   |

### Varmissen
| Lage                        | Bezeichnung             | Beschreibung | ID       | Bild |
| --------------------------- | ----------------------- | --- | -------- | ---- |
| 51° 30′ 23″ N, 9° 47′ 30″ O | Varmissen 1, Kreuzstein | Alte Bezeichnungen: 1646 „uff den Creutzstein“; 1748 „über dem Kreutze Stein“; 1858 „Im Klusfelde vor dem Kreuzesteine“. Im Volksmund „dat steinernde Rad“ genannt. Radkreuz aus Kalkstein. H. 1,1 m, gr. Br. 0,98 m, D. 0,2 m. Bei dem inschriftlosen Radkreuz sind die Sektoren zwischen den Kreuzarmen durchbrochen. Der konische Schaft steckt in der Erde und ist obertägig nicht zu sehen. Mittelalterlich. | 28981917 |      |

## Jühnde
| Lage                        | Bezeichnung              | Beschreibung | ID       | Bild |
| --------------------------- | ------------------------ | --- | -------- | ---- |
| 51° 27′ 26″ N, 9° 46′ 9″ O  | Jühnde 40, Grabhügel     | Durchmesser ca. 6 m und Höhe ca. 0,3 m. Flach, rund; flach auslaufender Rand. Kalkbruchsteinaufwurf vermischt mit Erde, ohne Störung. | 28982423 | BW   |
| 51° 27′ 26″ N, 9° 46′ 11″ O | Jühnde 41, Grabhügel     | Durchmesser ca. 12 m und Höhe ca. 0,6 m. Ebenmäßig gewölbt mit allmählich auslaufendem Rand. Kalkbruchsteinaufwurf vermischt mit Erde, ohne Störung. | 28982424 | BW   |
| 51° 27′ 28″ N, 9° 46′ 13″ O | Jühnde 42, Grabhügel     | Durchmesser ca. 12 m und Höhe ca. 0,5 m. Flach und ebenmäßig gewölbt. Rand nach N und W abgesetzt, in den natürlichen Abfall der Bodenerhöhung übergehend, sonst flach auslaufend. | 28982421 | BW   |
| 51° 27′ 54″ N, 9° 46′ 29″ O | Jühnde 43, Grabhügel     | Größe ca. 3 × 5 m und Höhe ca. 0,3 – 0,4 m. Langoval, ebenmäßig gewölbt. Rand nach S schwach abgesetzt, sonst sanft auslaufend. Ohne Störung. | 28955253 | BW   |
| 51° 27′ 55″ N, 9° 46′ 28″ O | Jühnde 44, Grabhügel     | Größe ca. 2,5 × 4,5 m und Höhe ca. 0,3 m. Langoval, ebenmäßig flach gewölbt, Rand sanft auslaufend. Ohne Störung. | 28982427 | BW   |
| 51° 27′ 57″ N, 9° 46′ 18″ O | Jühnde 45, Grabhügel     | Größe ca. 2,5 × 4,5 m und Höhe ca. 0,3 m. Langoval, flach gewölbt, Kalkbruchstein; Rand sanft auslaufend. Ohne Störung. | 28982428 | BW   |
| 51° 27′ 57″ N, 9° 46′ 14″ O | Jühnde 46, Grabhügel     | Durchmesser ca. 4,5 m und Höhe ca. 0,5 m. Stark gewölbt, klein, Kalkbruchstein; Rand abgesetzt. Ohne Störung. | 28982429 | BW   |
| 51° 28′ 8″ N, 9° 47′ 47″ O  | Jühnde 48, Scheibenkreuz | Scheibenkreuzstein aus Sandstein, erhaltene H. 0,8 m, Br. 0,64 m, D. unten am Schaft 0,21 m, oben ca. 0,13 m. Oberfläche stark beschädigt. Auf der Vorderseite ehemals nasenbesetztes Scheibenkreuz, dessen unterer Arm noch gut zu erkennen ist, im oberen Bereich ist die Vorderseite oberflächlich abgeschlagen. Die Rückseite ist flach und scheint unbearbeitet zu sein. Mittelalter/frühe Neuzeit. | 28992868 | BW   |
| 51° 28′ 55″ N, 9° 46′ 45″ O | Jühnde 49, Kreuzstein    | Kreuzstein aus Kalkstein, in Form eines gekanteten Quadrats auf Stielschaft. Beidseitig ein Maltheser-Kreuz ausgearbeitet. Maße 0,55 × 0,54 × 0,20 m. Stark verwittert. | 28994711 | BW   |
| 51° 27′ 7″ N, 9° 50′ 14″ O  | Jühnde 52, Grabhügel     | Durchmesser ca. 9 m und Höhe ca. 1,3 m. Stark gewölbt, rund. Faust- und kopfgroße Kalksteinblöcke und -platten erkennbar. An der Kuppe leicht gestört. | 28982430 | BW   |
| 51° 27′ 25″ N, 9° 46′ 39″ O | Jühnde 76, Grabhügel     | Durchmesser ca. 5 m und Höhe ca. 0,5 m. Ehemals rund. Im Südbereich anscheinend noch unangetastete Steinpackung aus faust- bis kopfgroßen Kalksteinen; mit abgesetztem Rand und starker Wölbung. Z.T. abgetragen. Steinmaterial liegt am nördlichen, östlichen und westlichen Fuß des Hügels verteilt. Im Zentralbereich lange tiefe Auskuhlung in O-W Richtung. Wurde aller Wahrscheinlichkeit nach von F.B. Jünemann 1952 randlich untersucht. Die Anordnung plattiger Kalksteine am Rande des ansonsten aus Kalksteinblöcken aufgebauten Hügels ließen einen Steinkranz vermuten. Keine datierenden Befunde. | 28982425 | BW   |
| 51° 27′ 25″ N, 9° 46′ 39″ O | Jühnde 77, Grabhügel     | Durchmesser ca. 5 m und Höhe ca. 0,5 m. Rund. Aufgebaut aus dichtliegenden Kalksteinen, darunter ganz wenige scharfkantig. Ebenmäßig hoch gewölbt. Randbereiche gut abgesetzt. | 28982433 | BW   |
| 51° 27′ 25″ N, 9° 46′ 39″ O | Jühnde 78, Grabhügel     | Durchmesser ca. 4 m und Höhe ca. 0,4 m. Etwa rund. Kalksteinmaterial faust- bis kopfgroß. Ebenmäßig gewölbt. Stark auslaufende Randbereiche. Bedingt durch starke Hanglage verstürzte Steinpackung. | 28982426 | BW   |
| 51° 27′ 25″ N, 9° 46′ 40″ O | Jühnde 80, Grabhügel     | Durchmesser ca. 4 m und Höhe ca. 0,5 m. Rund aus überwiegend kleinen Kalksteinen. Ebenmäßig flach gewölbte Kuppe. Südliche Hangfläche steiler abfallend, übrige Hangbereiche flach abgesetzt. Frei von Störungen. | 28982434 | BW   |
| 51° 26′ 33″ N, 9° 49′ 21″ O | Jühnde 90, Grabhügel     | Durchmesser ca. 5 m und Höhe ca. 0,3 m. Rund aus lockerliegenden faust- bis kopfgroßen Kalkbruchsteinen. Abgeflachte Oberfläche. Sonst auslaufende Randbereiche. Am südwestlichen Randbereich tiefe Auskuhlung. | 28982436 | BW   |

### Barlissen
| Lage                        | Bezeichnung                         | Beschreibung | ID       | Bild |
| --------------------------- | ----------------------------------- | --- | -------- | ---- |
| 51° 26′ 17″ N, 9° 49′ 10″ O | Barlissen 1, Ringwall von Barlissen | Stark verschleifter, kleiner Ringwall. Wall mit vorgelagertem Wassergraben in einer sumpfigen Wiese, der eine annähernd kreisförmige Fläche von 21 × 25 m Ausdehnung umschließt. Ein vom Zentrum des Innenraumes westnordwest gerichteter Suchgraben von 19 m Länge, 1 m Breite und maximal 2,1 m Tiefe schnitt keine Mauerzüge an. Nördlich und südlich des Podestes tritt der Umflutgraben im Gelände in Erscheinung. Heute ist die Anlage nur noch zu erahnen. Die keramischen Funde weisen ins ausgehende Mittelalter. | 28982308 |      |
| 51° 26′ 10″ N, 9° 49′ 4″ O  | Barlissen 4, Thie                   | Halbkreisförmiger Tieplatz (Dm. ca. 20 m). Mit einer 0,6 m hohen Steinmauer umgeben. Eine liegende Steinplatte 1 × 1,4 m, 0,4 m hoch. | 28982309 |      |

## Niemetal

### Ellershausen
| Lage                        | Bezeichnung                               | Beschreibung | ID       | Bild |
| --------------------------- | ----------------------------------------- | --- | -------- | ---- |
| 51° 31′ 58″ N, 9° 40′ 26″ O | Ellershausen b.Münden 2, Glashütte        | Waldglashütte. Oberflächenfunde und leichte Verfärbungen auf einer Fläche von ca. 30 × 40 m. Keine obertägigen Befunde erhalten. Hervorragend erhaltener Standort, aufgrund des archäologischen Fundmaterials in der 1. Hälfte des 13. Jhs. und über den verhältnismäßig langen Zeitraum von 20 – 40 Jahren lagekonstant war.                                                                                  | 28986650 | BW   |
| 51° 30′ 55″ N, 9° 39′ 13″ O | Ellershausen b.Münden 5, Bergbaurelikt(e) | Dichtbesetztes Pingenfeld, NW-SO ausgerichtet, auf einer Fläche von 150 × 50 m, südwestl. davon ein geringeres Vorkommen. Ca. 170 Pingen, überwiegend trichterförmig und relativ steilwandig, seltener schalen- und grabenartig. Durchschnittliche Tiefe 1,2 – 1,5 m, durchschnittlicher lichter Dm. 3 – 5 m. Relikte eines Tagebaus auf Brauneisenstein, sog. Eisenschwart. Wohl frühe Neuzeit (17./18. Jh.). | 28949319 | BW   |

### Hemeln
| Lage                        | Bezeichnung              | Beschreibung | ID       | Bild |
| --------------------------- | ------------------------ | --- | -------- | ---- |
| 51° 32′ 14″ N, 9° 41′ 13″ O | Hemeln 10, Hohlwegbündel | Hohlweg, manchmal als einfache Spur, vielfach aber als Spurenbündel vorhanden. L. der einzelnen Abschnitte unterschiedlich, max. 900 m, Br. bis 65 m. Im südl. Bereich NW-SO ausgerichtet, im nördl. Bereich N-S ausgerichtet. Um 1570 bezeugt; Frachtstraße? | 28979833 | BW   |

## Scheden
| Lage                        | Bezeichnung                 | Beschreibung | ID       | Bild |
| --------------------------- | --------------------------- | --- | -------- | ---- |
| 51° 27′ 50″ N, 9° 45′ 30″ O | Scheden 2, Wüstung          | Auf der Nase der Geländeerhebung die Kirchenruine sowie weitere Schutthügel. Kirchenruine mit Wetzrillen an Altarwand. Der westliche, weniger stark geneigte Abhang ist stufenartig abgesetzt. Kirchenruine restauriert. Die Kirche wurde durch A. Beuermann ausgegraben. 1397/98 Wetenbornen und von dem houe by dem Wittenbornen. Gotteshaus urkundlich nicht belegt. | 28991414 |      |
| 51° 28′ 16″ N, 9° 44′ 15″ O | Scheden 45, Grabhügel       | Durchmesser ca. 18 m und Höhe ca. 1 m. Kalkbruchstein, ebenmäßig gewölbt, zumeist mit Waldboden bedeckt, Rand allmählich auslaufend. Ohne Störung. | 28991427 | BW   |
| 51° 27′ 36″ N, 9° 43′ 53″ O | Scheden 96, Dorfbefestigung | Wohl mittelalterliche Ortsbefestigung mit Wall und außen vorgelagertem Graben. Erhalten sind Teilstücke im N und S des Ortes. Teilstück A-B und C-D im S: L. ca. 250 m (unterbrochen durch das zerstörte Teilstück B-C, L. 30 m); Wallsohlbr. 15 – 20 m; H. 0,3 – 0,6 m; Grabenbr. bis 10 m; T. bis 1,50 m. Der Graben wurde in jüngerer Zeit als Hohlweg genutzt. Wall- und Grabenprofil verschliffen, aber deutlich erkennbar. Teilstück E-F im N (durch den Weg nach Wellersen unterbrochen): Einfacher Wall. L. 60 m; Br. 15 – 20 m; H. 0,4 – 0,5 m. Im Profil verschliffen. Der übrige Bereich ist völlig eingeebnet. - Teilstück ID: 38040908 | 28991548 | BW   |

### Meensen
| Lage                        | Bezeichnung              | Beschreibung | ID       | Bild |
| --------------------------- | ------------------------ | --- | -------- | ---- |
| 51° 27′ 4″ N, 9° 45′ 40″ O  | Meensen 8, Grabhügel     | Durchmesser ca. 8 m und Höhe ca. 0,5 m. Flach gewölbt mit sanft auslaufenden Rändern. Nur vereinzelt Kalkbruchsteine sichtbar; ohne Störung. | 28991315 | BW   |
| 51° 27′ 8″ N, 9° 45′ 42″ O  | Meensen 16, Grabhügel    | Durchmesser ca. 5 m und Höhe ca. 0,4 m. Klein, flach; Rand sanft auslaufend. Kalkbruchsteinaufwurf mit Erde vermischt; ohne Störung. | 28991314 | BW   |
| 51° 27′ 8″ N, 9° 45′ 41″ O  | Meensen 17, Grabhügel    | Durchmesser ca. 5 m und Höhe ca. 0,35 m. Klein, flach, Rand sanft auslaufend. Etwas unregelmäßig geformt, Kalkbruchstein, wahrscheinlich gestört. | 28991316 | BW   |
| 51° 26′ 21″ N, 9° 44′ 15″ O | Meensen 27, Grabhügel    | Durchmesser ca. 6 m und Höhe ca. 0,3 – 0,7 m. Annähernd rund, deutlich abhebend, klar gewölbt, Kalkbruchstein. Abgeflachter Gipfel. Rand auslaufend, doch gut zu erkennen, außer im südöstlichen Bereich. Kalksteine unterschiedlicher Größe sichtbar. Am Gipfel Einkuhlung sowie mögliche Störung am südlichen Fuß. | 28991411 | BW   |
| 51° 26′ 18″ N, 9° 44′ 9″ O  | Meensen 28, Fundstreuung | Obertägig: gruppenartig zusammenliegende, große zerborstene, scharfkantige Quarzitblöcke auf der Kuppe sichtbar; Ausdehnung 21 m NW-SO, 18 m NO-SW. Acht Quarzitblöcke verstreut auf nordwestlicher bzw. nördlicher Erweiterung freiligend. Ausgrabungsspuren 1960 am nordöstlichen Fuß noch schwach erkennbar; Senke in NW. Lt. Ausgräber überwiegend mittelsteinzeitlich. | 28991412 | BW   |
| 51° 26′ 13″ N, 9° 44′ 14″ O | Meensen 29, Wegespuren   | Zwei Spurenbündel mit bis zu 5 am Hang gestaffelten, muldenförmigen Wegerinnen, die teils als tiefer Hohlweg gebildet sind. Das nordwestliche System verläuft erst nach NNO, krümmt sich dann stark nach O und verläuft etwa parallel der Höhenlinie; das südöstliche System verläuft in nordöstlicher Richtung. L. 100 bzw. 180 m, Br. jeweils bis 45 m. Keine größeren Störungen. Im Süden jeweils durch einen Waldweg und eine Asphaltstraße angeschnitten, hangaufwärts stark auslaufend. Fernverbindung Göttingen - Hann.Münden aus dem späten Mittelalter und der Neuzeit. - Teilstück ID: 38046274 | 28991413 | BW   |

### Wellersen
| Lage                        | Bezeichnung             | Beschreibung | ID       | Bild |
| --------------------------- | ----------------------- | --- | -------- | ---- |
| 51° 29′ 8″ N, 9° 44′ 22″ O  | Wellersen 7, Grabhügel  | Durchmesser ca. 5 m und Höhe ca. 0,35 m. Kalkbruchstein; Rand sanft auslaufend. Ohne Störung. | 28991550 | BW   |
| 51° 29′ 6″ N, 9° 44′ 28″ O  | Wellersen 11, Grabhügel | Durchmesser ca. 6 m und Höhe ca. 0,6 m. Quarzitstein mit schwach abgesetztem Rand. Ohne Störung. | 28991551 | BW   |
| 51° 29′ 11″ N, 9° 44′ 14″ O | Wellersen 15, Grabhügel | Durchmesser ca. 8 m und Höhe ca. 0,4 – 0,5 m. Aus Kalkbruchstein und einzelnen Quarzitsteinen. Mitte abgeflacht mit Unebenheiten; Rand allmählich auslaufend. Alte Störungen.                                  | 28991552 | BW   |
| 51° 29′ 12″ N, 9° 44′ 6″ O  | Wellersen 16, Grabhügel | Durchmesser ca. 10 m und Höhe ca. 0,5 m. Ebenmäßig gewölbt; Rand allmählich in den natürlichen Hang übergehend. Mit Sonde Kalkbruchsteinaufbau feststellbar. Ohne Störung.                                     | 28991553 | BW   |
| 51° 29′ 10″ N, 9° 44′ 7″ O  | Wellersen 17, Grabhügel | Durchmesser ca. 6 m und Höhe ca. 0,35 m. Flach gewölbt, Rand nach S schwach abgesetzt; sonst allmählich flach auslaufend. Mit Sonde Kalkbruchsteinaufbau feststellbar. Ohne erkennbare Störung.                | 28991554 | BW   |
| 51° 29′ 9″ N, 9° 44′ 6″ O   | Wellersen 18, Grabhügel | Größe ca. 5 × 7 m und Höhe ca. 0,4 m. Oval, Kalkbruchstein. Oberfläche mit Waldboden vermischt; Rand sanft auslaufend; z.T. in natürlichen Hang übergehend. Ohne Störung.                                      | 28991555 | BW   |
| 51° 29′ 10″ N, 9° 44′ 3″ O  | Wellersen 19, Grabhügel | Durchmesser ca. 7,5 m und Höhe ca. 0,5 m. Kalkbruchstein mit Waldboden teilweise bedeckt; Rand nahezu ohne Absatz in den natürlichen Hang übergehend. Ohne Störung.                                            | 28991549 | BW   |
| 51° 29′ 12″ N, 9° 44′ 1″ O  | Wellersen 21, Grabhügel | Durchmesser ca. 12 m und Höhe ca. 1,2 m. Ebenmäßig gewölbt, Kalkbruchstein, Rand abgesetzt und fast ohne Ansatz in den natürlichen Hang übergehend. Ohne Störung.                                              | 28991556 | BW   |
| 51° 29′ 13″ N, 9° 44′ 3″ O  | Wellersen 22, Grabhügel | Oval, flach, Kalkbruchstein, in der Mitte alte verwaschene Eingrabung; an der Seite davon 2 freiliegende Steinplatten aus Kalkstein (ca. 60 × 60 cm). Rand schwach abgesetzt. Alte Störung.                    | 28991547 | BW   |
| 51° 28′ 52″ N, 9° 44′ 5″ O  | Wellersen 33, Grabhügel | Durchmesser ca. 10 m und Höhe ca. 0,8 m. Ebenmäßig gewölbt, Kalkbruchstein, Rand allmählich auslaufend. Ohne Störung.                                                                                          | 28982694 | BW   |
| 51° 28′ 52″ N, 9° 44′ 12″ O | Wellersen 34, Grabhügel | Durchmesser ca. 6 – 7 m und Höhe ca. 0,5 m. Flach, Kalkbruchstein, sanft auslaufender Rand. Ohne Störung. | 28982786 | BW   |
| 51° 28′ 42″ N, 9° 43′ 49″ O | Wellersen 44, Grabhügel | Durchmesser ca. 7 m und Höhe ca. 0,4 m. Ebenmäßig gewölbt, Kalkbruchstein, Rand schwach abgesetzt, nach S in den natürlichen Hang übergehend. W-Rand durch alte grabenartige Vertiefung von N-S angeschnitten. | 28991557 | BW   |
| 51° 28′ 44″ N, 9° 43′ 58″ O | Wellersen 45, Grabhügel | Durchmesser ca. 7 m und Höhe ca. 0,35 m. Flach gewölbt, Kalkbruchstein, Rand sanft auslaufend. Ohne Störung.                                                                                                   | 28991558 | BW   |
| 51° 28′ 43″ N, 9° 44′ 0″ O  | Wellersen 46, Grabhügel | Durchmesser ca. 4 m und Höhe ca. 0,35 m. Klein, ebenmäßig gewölbt, Kalkbruchstein mit sanft auslaufendem Rand. Ohne Störung.                                                                                   | 28991559 | BW   |

## Grabhügelfelder

### Dransfeld 13
- ID:28949302
- Grabhügelfeld mit ehemals 10 Steinhügeln unterschiedlicher Form und unterschiedlichen Baumaterials.

| Lage                       | Bezeichnung  | Beschreibung | ID       | Bild |
| -------------------------- | ------------ | --- | -------- | ---- |
| 51° 28′ 22″ N, 9° 45′ 1″ O | Dransfeld 14 | Größe ca. 18 × 8 m und Höhe ca. 0,8 m. Länglich. Rand nach W in den natürlichen Hang übergehend, sonst allmählich auslaufend. | 28949304 | BW   |
| 51° 28′ 21″ N, 9° 45′ 0″ O | Dransfeld 15 | Größe ca. 5 × 6 m und Höhe ca. 0,4 m. Leicht oval, klein, flach aus Rollkalksteinen. Rand sanft auslaufend. W-Rand von Wegegraben angeschnitten. | 28949305 | BW   |
| 51° 28′ 20″ N, 9° 45′ 1″ O | Dransfeld 16 | Größe ca. 30 × 5 m und Höhe ca. 0,5 m. Langoval aus Kalksteinen in N-S-Ausrichtung. Über den S-Teil führt in O-W-Richtung ein moderner Waldweg. Der N-Teil oberhalb des Waldweges entspricht dem Eindruck in der DGK 5, der S-Teil wurde dort übersehen. | 28949306 | BW   |
| 51° 28′ 20″ N, 9° 45′ 2″ O | Dransfeld 47 | Durchmesser ca. 7 m und Höhe ca. 0,6 m. Ebenmäßig gewölbt, Rand allmählich auslaufend. Ohne Störung. | 28949307 | BW   |
| 51° 28′ 21″ N, 9° 45′ 9″ O | Dransfeld 48 | Durchmesser ca. 4 – 4,5 m und Höhe ca. 0,5 m. Abgeflacht von unregelmäßiger Form. | 28949308 | BW   |
| 51° 28′ 22″ N, 9° 45′ 7″ O | Dransfeld 49 | Größe ca. 7 × 4 m und Höhe ca. 0,5 m. Oval. Ca. N-S orientiert. Aus annähernd gleichgroßen Sandsteinen bis 40 cm L. aufgeschichtet. | 28949309 | BW   |
| 51° 28′ 22″ N, 9° 45′ 7″ O | Dransfeld 50 | Durchmesser ca. 4 m und Höhe ca. 0,4 m. Rund aus Sandsteinen. Größe bis ca. 40 cm. | 28949310 | BW   |

### Dransfeld 37
- ID:28980843
- Vier kleinere und zwei größere Steinhügel unterschiedlichen Aufbaus. Die kleineren Hügel liegen mehr oder weniger in einer Gruppe zusammen. Verstreut ragen viele Steine aus der Humusdecke. Insgesamt guter Erhaltungszustand, obwohl teils oberflächlich gestört.

| Lage                        | Bezeichnung  | Beschreibung | ID       | Bild |
| --------------------------- | ------------ | --- | -------- | ---- |
| 51° 28′ 45″ N, 9° 45′ 34″ O | Dransfeld 37 | Durchmesser ca. 5 m und Höhe ca. 0,4 m. Rund, abgeflacht aus doppelfaust- bis kopfgroßen Kalkbruchsteinen. Rand allmählich auslaufend. Keine Störung. | 28980837 | BW   |
| 51° 28′ 46″ N, 9° 45′ 34″ O | Dransfeld 38 | Durchmesser ca. 4 m und Höhe ca. 0,3 m. Klein, flach aus faust- bis kopfgroßen Kalkbruchsteinen, mit Erde vermischt, sanft auslaufender Rand. Keine Störung. | 28980838 | BW   |
| 51° 28′ 46″ N, 9° 45′ 33″ O | Dransfeld 39 | Größe ca. 5 × 6 m und Höhe ca. 0,3 m. Flach, oval geformt aus doppelfaust- bis kopfgroßen Kalkbruchsteinen. Mitte alt gestört. | 28980839 | BW   |
| 51° 28′ 46″ N, 9° 45′ 32″ O | Dransfeld 40 | Durchmesser ca. 4,5 m und Höhe ca. 0,35 m. Ebenmäßig flach gewölbt mit allmählich auslaufendem Rand. Keine Störung. | 28980840 | BW   |
| 51° 28′ 43″ N, 9° 45′ 32″ O | Dransfeld 41 | Durchmesser ca. 15 m und Höhe ca. 1 m. Groß, bestehend aus gleichmäßig geformten, großen Basaltsteinen, hoch gewölbt mit zwei gesetzten Steinkreisen, deutlich abgesetzter Rand. Oberfläche infolge Windbruchs unregelmäßig, mit Einsenkungen. Sonst ohne Störung. | 28980841 | BW   |

### Dransfeld 63
- ID:28987048
- Im Schutzgebiet liegen Grabhügel runder Form, Altäcker länglicher bis sehr langgezogener Form, zumeist in ca. O-W-Ausrichtung, aber auch einige in N-S-Ausrichtung. Sämtliche Steinhügel zeigen sehr unterschiedliche Größen auf und sind jeweils aus Bruchsteinen des anstehenden Muschelkalks aufgebaut, vermutete Wölbäcker in NW-SO-Ausrichtung. Die ungeöffneten restlichen runden Steinhügel können bedenkenlos auch als Grabhügel angesprochen werden. Das Hauptinteresse liegt aber wohl in dem Vorhandensein von Stein(grab)hügeln innerhalb oder am Rande alter Ackerfluren.

| Lage                        | Bezeichnung              | Beschreibung | ID       | Bild |
| --------------------------- | ------------------------ | --- | -------- | ---- |
| 51° 31′ 26″ N, 9° 46′ 19″ O | Dransfeld 63, Altacker   | Größe ca. 9 × 5,5 m und Höhe ca. 0,5 m. Länglich. In N-S-Ausrichtung, flach gewölbt. Randbereiche ebenmäßig auslaufend. Aus Kalkbruchstein aufgeworfen. Anscheinend ungestört. | 28980951 | BW   |
| 51° 31′ 28″ N, 9° 46′ 23″ O | Dransfeld 64             | Durchmesser ca. 6 m und Höhe ca. 0,5 m. Rund, schwach gewölbt. Randbereich gleichmäßig auslaufend. Aus Kalkbruchstein aufgebaut. Unregelmäßige Oberfläche. | 28980952 | BW   |
| 51° 31′ 26″ N, 9° 46′ 24″ O | Dransfeld 65, Steinreihe | Größe ca. 11 × 6,5 m und Höhe ca. 0,5 m. Länglich. In O-W-Ausrichtung. Schwach gewölbt. Abgeflachter Gipfel. Wohl ineinandersteckend mit Altacker FStNr. 66. Kalkbruchstein sichtbar. Gestörter Gesamteindruck. | 28980953 | BW   |
| 51° 31′ 26″ N, 9° 46′ 25″ O | Dransfeld 66, Steinreihe | Größe ca. 11 × 6,5 m und Höhe ca. 0,6 m. Länglich. In O-W-Richtung. Flacher Gipfel. Aufgebaut aus Kalkbruchstein. In der Verlängerung der FStNr. 65 liegend. Unregelmäßige Oberfläche. | 28980954 | BW   |
| 51° 31′ 27″ N, 9° 46′ 25″ O | Dransfeld 67, Steinreihe | Größe ca. 12 × 5 m und Höhe ca. 0,5 m. Länglich. In O-W-Richtung angelegt. Im östl. Bereich hügelartige Wölbung, im W wallartig auslaufend. Aufgebaut aus Kalkbruchstein. Im Gipfelbereich muldenartige Einsenkung. | 28980955 | BW   |
| 51° 31′ 27″ N, 9° 46′ 26″ O | Dransfeld 68             | Durchmesser ca. 9,5 m und Höhe ca. 1,2 m. Rund. Steil gewölbt. Aus Kalkbruchstein aufgeschüttet. Im westl. Bereich fehlt ca. 1/3 infolge Steinentnahme. Nicht vollständig ausgegraben. Große Kalksteinplatte am westl. Rand freiliegend, sie war Teil der Grabkammer. Wohl Grabhügel der älteren Bronzezeit.                        | 28980956 | BW   |
| 51° 31′ 28″ N, 9° 46′ 27″ O | Dransfeld 69             | Durchmesser ca. 7 m und Höhe ca. 0,5 m. Fast rund, stark gewölbt. Aus Kalkbruchstein aufgebaut. Gestörter Gesamteindruck. Unregelmäßige Oberfläche. | 28980957 | BW   |
| 51° 31′ 29″ N, 9° 46′ 28″ O | Dransfeld 70, Altacker   | Größe ca. 23,5 × 4,5 m und Höhe ca. 0,5 m. Langgezogen, auffälliger Steindamm. Deutlich gewölbt, jedoch stark auslaufende Kopf- und Randbereiche. Ausrichtung NW/SO. Aus Kalkbruchstein aufgebaut. Einkuhlung im nördl. Kopfende, sonst ebenfalls zerklüftete Oberfläche.                                                           | 28980958 | BW   |
| 51° 31′ 29″ N, 9° 46′ 21″ O | Dransfeld 71             | Größe ca. 6,5 × 3,5 m und Höhe ca. 0,4 m. Länglich, in ca. N-S-Richtung. Schwach gewölbt, Randbereiche gleichmäßig auslaufend. Aus Kalkbruchstein aufgebaut. Anscheinend ungestört. | 28980959 | BW   |
| 51° 31′ 25″ N, 9° 46′ 12″ O | Dransfeld 72             | Größe ca. 4,5 × 3 m und Höhe ca. 0,3 m. Oval. In O-W-Richtung. Stark auslaufende Rand- und Kopfbereiche. Oberfläche flach gewölbt. Anscheinend ungestört. | 28980961 | BW   |
| 51° 31′ 30″ N, 9° 46′ 16″ O | Dransfeld 74             | Durchmesser ca. 13 m und Höhe ca. 0,8 m. Rund. Stark gewölbt. Im O-Bereich stark auslaufender Rand. Hügelkörper aus Kalkbruchstein. Im N- und W-Bereich Störungen durch Oberflächeneinsenkungen. | 28980962 | BW   |
| 51° 31′ 26″ N, 9° 46′ 14″ O | Dransfeld 76             | Durchmesser ca. 3,5 m und Höhe ca. 0,3 m. Fast rund, flach gewölbt. Aus größeren Kalkbruchsteinbrocken aufgebaut. Unförmige Oberfläche. | 28980964 | BW   |
| 51° 31′ 25″ N, 9° 46′ 11″ O | Dransfeld 77             | Größe ca. 9,5 × 6 m und Höhe ca. 0,4 m. Länglich. In O-W-Richtung. Flach gewölbt, Randbereiche stark auslaufend. Aus Kalkbruchstein. Oberfläche mit leichten Einsenkungen versehen. | 28980965 | BW   |
| 51° 31′ 27″ N, 9° 46′ 9″ O  | Dransfeld 78, Altacker   | Größe ca. 19 × 2 m und Höhe ca. 0,2 m. In ca. O-W-Richtung laufend. Randbereiche stark auslaufend. Aus Kalkbruchstein bestehend. Zerklüftete Oberfläche. | 28980966 | BW   |
| 51° 31′ 28″ N, 9° 46′ 12″ O | Dransfeld 79             | Durchmesser ca. 9 m und Höhe ca. 0,5 m. Annähernd rund, ebenmäßig gewölbt. Aufgebaut aus Kalkbruchstein. Oberfläche mit flachen Einkuhlungen versehen. | 28980967 | BW   |
| 51° 31′ 30″ N, 9° 46′ 13″ O | Dransfeld 80             | Durchmesser ca. 3,5 m und Höhe ca. 0,2 m. Fast rund, flach gewölbt mit stark auslaufenden Randbereichen. Aus Kalkbruchstein aufgebaut. Unregelmäßige gestörte Oberfläche. | 28980969 | BW   |
| 51° 31′ 30″ N, 9° 46′ 12″ O | Dransfeld 80, Grabhügel  | Durchmesser ca. 4,5 m und Höhe ca. 0,4 m. Annähernd rund, flach gewölbt. Südl. Randbereich flach auslaufend. Aus Kalkbruchstein. Leicht gestörter Gesamteindruck. | 28980968 | BW   |
| 51° 31′ 30″ N, 9° 46′ 13″ O | Dransfeld 82, Grabhügel  | Durchmesser ca. 4 m und Höhe ca. 0,3 m. Fast rund mit flacher gleichmäßiger Wölbung. Aufgebaut aus Kalkbruchstein. Augenscheinlich ungestört. | 28980970 | BW   |
| 51° 31′ 28″ N, 9° 46′ 14″ O | Dransfeld 83             | Durchmesser ca. 2 m und Höhe ca. 0,2 m. Fast rund. Aus Kalkbruchstein. Unregelmäßige zerklüftete Oberflächenstruktur. | 28980971 | BW   |
| 51° 31′ 27″ N, 9° 46′ 15″ O | Dransfeld 84             | Durchmesser ca. 4 m und Höhe ca. 0,3 m. Fast rund, schwach gewölbt. Randbereiche stark auslaufend. Aus Kalkbruchstein. Augenscheinlich ungestört. | 28980972 | BW   |
| 51° 31′ 26″ N, 9° 46′ 12″ O | Dransfeld 85, Altacker   | Größe ca. 12 × 2 m und Höhe ca. 0,2 m. In ca. O-W-Richtung. Randbereiche stark in das umgebende Gelände auslaufend. | 28980973 | BW   |
| 51° 31′ 26″ N, 9° 46′ 9″ O  | Dransfeld 86, Altacker   | Größe ca. 22 × 3 m und Höhe ca. 0,2 m. In O-W-Richtung verlaufend. Nördl. Randbereich schwach abgesetzt. Südl. Randbereich stark in das umgebende Gelände auslaufend. O- und W-Kopfenden stark dem Gelände angeglichen. Zerklüftete unregelmäßige Kalkbruchsteinoberfläche.                                                         | 28981070 | BW   |
| 51° 31′ 27″ N, 9° 46′ 9″ O  | Dransfeld 87, Altacker   | Größe ca. 19 × 2 m und Höhe ca. 0,2 m. In ca. O-W-Richtung. O- und W-Kopfenden stark auslaufend. Nördl. Randbereich schwach abgesetzt. Südl. Randbereich sich dem umgebenden Gelände stark anpassend. Zerklüftete Kalkbruchsteinoberfläche.                                                                                         | 28981071 | BW   |
| 51° 31′ 28″ N, 9° 46′ 9″ O  | Dransfeld 88, Altacker   | Größe ca. 22 × 2 m und Höhe ca. 0,3 m. In ca. O-W-Richtung. W- und O-Kopfenden stark auslaufend. Randbereiche im N und S schwach abgesetzt. Aus Kalkbruchstein bestehend. Unregelmäßige zerklüftete Oberfläche. | 28981072 | BW   |
| 51° 31′ 25″ N, 9° 46′ 10″ O | Dransfeld 89             | Größe ca. 10 × 3 m und Höhe ca. 0,2 m. In O-W-Richtung laufend. Kalkbruchstein. Randbereiche stark auslaufend. Unregelmäßige, stark zerklüftete Oberfläche. | 28981073 | BW   |
| 51° 31′ 28″ N, 9° 46′ 7″ O  | Dransfeld 90, Altacker   | Größe ca. 22 × 2 m und Höhe ca. 0,3 m. Am östl. Kopfende hügelartig gewölbt. Westl. Teil stark auslaufend mit zerstreut liegenden Kalkbruchsteinen in unterschiedlicher Größe. Zerklüftete Oberfläche. | 28981075 | BW   |
| 51° 31′ 23″ N, 9° 46′ 17″ O | Dransfeld 102, Altacker  | Größe ca. 6 × 2 m und Höhe ca. 0,3 m. Länglich, N-S ausgerichtet. Im nördl. Bereich am stärksten ausgeprägt, zur Talseite hin abfallend. Nach S hin aber stark auslaufend. An der Oberfläche faust- bis kopfgroße Kalksteine. Liegt mitten auf einer wölbackerähnlichen Erhebung und gleicht sich dieser im südl. Bereich stark an. | 28981085 | BW   |
| 51° 31′ 23″ N, 9° 46′ 18″ O | Dransfeld 103, Altacker  | Größe ca. 12 × 2 m und Höhe ca. 0,4 m. Länglich, in N-S-Ausrichtung. Im nördl. Bereich stark gewölbt und zum Tälchen hin abfallend. Nach S aber recht flach auslaufend und sich einer wölbäckerähnlichen Erhebung, gleichfalls in N-S-Richtung verlaufend, angleichend. Meist faustgroße Kalksteine.                                | 28981086 | BW   |
| 51° 31′ 22″ N, 9° 46′ 18″ O | Dransfeld 104, Altacker  | Größe ca. 12 × 2 m und Höhe ca. 0,2 m. Länglich, in N-S-Ausrichtung. Im nördl. Bereich flach gewölbt und sich stärker abhebend, nach S stark auslaufend und sich einer wölbäckerähnlichen Erhebung, in derselben Richtung, angleichend. Meist faustgroße Kalksteine sichtbar.                                                       | 28981087 | BW   |
| 51° 31′ 22″ N, 9° 46′ 19″ O | Dransfeld 105, Altacker  | Größe ca. 17 × 2 m und Höhe ca. 0,2 m. Länglich in N-S-Stellung. Sehr stark auslaufend. Kalkbruchsteine. Mitten auf sehr flacher, wölbäckerähnlicher Erhebung. | 28981088 | BW   |
| 51° 31′ 25″ N, 9° 46′ 22″ O | Dransfeld 110, Altacker  | Größe ca. 20 × 3 m und Höhe ca. 0,3 m. Länglich, O-W gerichtet. Im W-Bereich ebenmäßig gewölbt. O-Hälfte stärker auslaufend. Aufgebaut aus Kalkbruchstein. Über die Gesamtlänge mehrere steinfreie Durchbruchstellen unterschiedlichen Ausmaßes. Zerklüftete Oberflächenstruktur.                                                   | 28981089 | BW   |
| 51° 31′ 24″ N, 9° 46′ 23″ O | Dransfeld 111            | Durchmesser ca. 7 m und Höhe ca. 0,4 m. Rund. Ebenmäßig gewölbt. Randbereiche sanft auslaufend. Aufgebaut aus Kalkbruchstein. Augenscheinlich gut erhalten. | 28981090 | BW   |
| 51° 31′ 24″ N, 9° 46′ 23″ O | Dransfeld 112, Altacker  | Größe ca. 25 × 3 m und Höhe ca. 0,3 m. Länglich, stark auslaufend. Flach gewölbt. Aus Kalkbruchstein bestehend. | 28981091 | BW   |

### Dransfeld 149
- ID:28985195
- Steinhügel verschiedener Form in einer locker gestreuten Gruppe, im südl. Bereich deutlich konzentriert und teilweise – am Rande eines Seitentälchens – aufgereiht liegend. Baustoff: Kalksteingeröll. Von dieser morphologisch sehr differenzierten Gruppe ist ein Teil auf Grund der äußeren Form und der topographischen Lage bedenkenlos als Grabhügel anzusprechen. Die Langformen vorerst ungeklärt, möglicherweise auch Reste fossiler Ackerfluren. Meist im nördl. Bereich, jedoch in direkter Nachbarschaft zu den Rundhügeln.

| Lage                        | Bezeichnung   | Beschreibung | ID       | Bild |
| --------------------------- | ------------- | --- | -------- | ---- |
| 51° 30′ 56″ N, 9° 47′ 10″ O | Dransfeld 150 | Größe ca. 6,5 × 4 m und Höhe ca. 0,45 m. Oval, abgesetzter Rand, flach aber deutlich gewölbt. Ausrichtung fast N-S. Dichte Packung aus faust- bis kopfgroßen Kalksteinblöcken. Gipfelbereich gestört. | 28979261 | BW   |
| 51° 30′ 57″ N, 9° 47′ 9″ O  | Dransfeld 151 | Größe ca. 3,5 × 2,5 m und Höhe ca. 0,3 m. Klein, flach gewölbt, oval in fast N-S-Ausrichtung. Durch Laubdecke und Waldhumus ragen einige unterschiedlich große Kalksteinblöcke und -platten. Störungen nicht feststellbar. | 28979263 | BW   |
| 51° 30′ 56″ N, 9° 47′ 11″ O | Dransfeld 152 | Größe ca. 8,5 × 6 m und Höhe ca. 0,65 m. Oval, unregelmäßig, aber deutlich gewölbt mit auslaufenden Randbereichen. Dichte Packung aus überwiegend fausgroßen Kalksteinblöcken. Hebt sich geländebedingt von S deutlich ab. Oberfläche macht einen leicht gestörten Eindruck.                                                       | 28979264 | BW   |
| 51° 30′ 56″ N, 9° 47′ 11″ O | Dransfeld 153 | Größe ca. 7 × 5 m und Höhe ca. 0,5 m. Oval. Kräftig gewölbt im Gipfelbereich, sonst flacher und an den Rändern auslaufend. Dichte Packung aus überwiegend faustgroßen Kalksteinblöcken. Gipfelbereich gestört. | 28979266 | BW   |
| 51° 30′ 56″ N, 9° 47′ 12″ O | Dransfeld 154 | Größe ca. 6 × 7 m und Höhe ca. 0,5 m. Nahezu rund, flach gewölbt. Geländebedingt sich von S etwas deutlicher absetzend. Randbereiche auslaufend. Dichte Packung aus überwiegend faustgroßen Kalkblöcken. | 28979359 | BW   |
| 51° 30′ 56″ N, 9° 47′ 13″ O | Dransfeld 155 | Durchmesser ca. 7 m und Höhe ca. 0,4 m. Rund, deutlich gewölbt. Randbereiche auslaufend. Sich im S geländebedingt stärker absetzend. Überwiegend faustgroßes Kalksteingeröll. Flache Einbuchtungen im Gipfel- und am östl. Fußbereich.                                                                                             | 28979360 | BW   |
| 51° 30′ 57″ N, 9° 47′ 9″ O  | Dransfeld 156 | Durchmesser ca. 6,5 m und Höhe ca. 0,3 m. Ehemals wohl rund. Durch Hanglage leicht unförmig und flach, mit stark auslaufenden Randbereichen. Überwiegend faustgroßes Kalksteingeröll sichtbar. Stark gestörte Oberfläche. | 28979361 | BW   |
| 51° 30′ 57″ N, 9° 47′ 11″ O | Dransfeld 157 | Durchmesser ca. 10 m und Höhe ca. 0,55 m. Rund, deutlich gewölbt mit unregelmäßiger Oberfläche. Randbereiche flach auslaufend. Im W flacher werdend. Überwiegend faustgroßes Kalksteingeröll vorhanden. Einige flache, muldenartige Einbuchtungen.                                                                                 | 28979362 | BW   |
| 51° 30′ 57″ N, 9° 47′ 12″ O | Dransfeld 158 | Durchmesser ca. 11 m und Höhe ca. 1 m. Markant, hoch gewölbt, rund mit deutlich abgesetzten Randbereichen. Plattige und runde bis kopfgroße Kalksteinbrocken. Tiefe Störungen am Gipfel. Kleinere Störungen an den Rändern. | 28979378 | BW   |
| 51° 30′ 58″ N, 9° 47′ 13″ O | Dransfeld 159 | Durchmesser ca. 3,3 m und Höhe ca. 0,2 m. Rund, flach gewölbt mit auslaufenden Randbereichen. Faust- bis kopfgroße Kalksteinblöcke. Ohne sichtbare Störungen. | 28979383 | BW   |
| 51° 30′ 57″ N, 9° 47′ 14″ O | Dransfeld 160 | Durchmesser ca. 8 m und Höhe ca. 0,4 m. Rund, flach, aber deutlich gewölbt mit auslaufenden Randbereichen. Faust- bis kopfgroßes Kalksteingeröll vorhanden, in dichter Packung. Gelockerte Steinpackung im Gipfelbereich und leichte Steinstreuung am Hügelfuß. Leicht gestörter Gesamteindruck.                                   | 28979381 | BW   |
| 51° 30′ 58″ N, 9° 47′ 17″ O | Dransfeld 164 | Durchmesser ca. 11 m und Höhe ca. 0,8 m. Rund, stark gewölbt mit leicht abgeflachten Randbereichen.Faust- bis kopfgroße Kalksteine vorhanden. Im Gipfelbereich sowie am südl. Rand einige flache Mulden. | 28979384 | BW   |
| 51° 31′ 0″ N, 9° 47′ 13″ O  | Dransfeld 168 | Durchmesser ca. 3,5 m und Höhe ca. 0,4 m. Rundoval, deutlich gewölbt und abgesetzt. Faustgroßes Kalksteingeröll. Ohne sichtbare Störungen. | 28979385 | BW   |
| 51° 31′ 0″ N, 9° 47′ 11″ O  | Dransfeld 171 | Durchmesser ca. 7 m und Höhe ca. 0,8 m. Rund, hoch gewölbt mit deutlich abgesetzten Randbereichen. Faust- bis kopfgroßes Kalksteingeröll. Augenscheinlich gut erhalten. Ohne erkennbare Störungen. | 28979387 | BW   |
| 51° 31′ 3″ N, 9° 47′ 10″ O  | Dransfeld 172 | Durchmesser ca. 10 m und Höhe ca. 0,75 m. Rund, hoch gewölbt. Rand im östl. Bereich deutlich abgesetzt, in den übrigen Bereichen stark auslaufend. Dichte Blocksteinpackung mit faust- bis kopfgroßem Kalksteingeröll. Durch Hanglage leichte Steinverlagerung im westl. Randbereich. Kuppe macht einen leicht gestörten Eindruck. | 28979484 | BW   |
| 51° 31′ 3″ N, 9° 47′ 15″ O  | Dransfeld 173 | Durchmesser ca. 12,5 m und Höhe ca. 0,9 m. Rund, hoch gewölbt, groß mit deutlich abgesetzten Randbereichen. Gipfel leicht abgeflacht.Dichte Packung aus über kopfgroßem Kalksteingeröll und plattenartigen, größeren Steinen. Im östl. Kuppenbereich größeres Raubgrabungsloch, sonst gut erhalten.                                | 28979388 | BW   |
| 51° 31′ 4″ N, 9° 47′ 17″ O  | Dransfeld 175 | Größe ca. 5,5 × 4,5 m und Höhe ca. 0,4 m. Oval, deutlich gewölbt mit abgesetzten Randbereichen, in ungefährer N-S-Ausrichtung. Dichtes Kalksteingeröll. Augenscheinlich gut erhalten und ohne sichtbare Störung. | 28979487 | BW   |
| 51° 31′ 6″ N, 9° 47′ 25″ O  | Dransfeld 179 | Durchmesser ca. 15,5 m und Höhe ca. 1,2 m. Rund, hoch gewölbt, groß mit deutlich abgesetzten Randbereichen. Dichte Kalksteinpackung. Zwei größere Störungslöcher im Gipfelbereich und einige muldenartige Ausbuchtungen im Wölbungsbereich sichtbar, besonders am nordwestl. Rand.                                                 | 28979489 | BW   |
| 51° 31′ 8″ N, 9° 47′ 26″ O  | Dransfeld 182 | Durchmesser ca. 3 m und Höhe ca. 0,2 m. Rundoval, flach mit stark auslaufenden Randbereichen. Faust- bis kopfgroße Kalksteine. Leichte Steinverlagerung an der Talseite. | 28979485 | BW   |
| 51° 31′ 9″ N, 9° 47′ 10″ O  | Dransfeld 184 | Durchmesser ca. 12 m und Höhe ca. 1,4 m. Rund, markant, hoch gewölbt mit deutlich abgesetzten Randbereichen. Kalksteinblöcke sichtbar. Im Gipfelbereich stark gestört durch tiefe Grabungsmulden. Etwas abseits der Störung eine auffällig große Kalksteinplatte.                                                                  | 28979490 | BW   |

### Dransfeld 187
- ID:28985196
- Sehr formunterschiedliche Steinhügelgruppe, locker gestreut liegend. Die meisten Hügel sind oval langgezogen, in Ausrichtungen von WNW/OSO über N nach NNO/SSW, überwiegend aber etwa NW/SO. Teilweise parallel verlaufend. Aufbaumaterial Kalksteinblöcke und -platten. Ein geringer Anteil der Hügel ist rund und regelmäßig flach bis stark gewölbt.

| Lage                        | Bezeichnung   | Beschreibung | ID       | Bild |
| --------------------------- | ------------- | --- | -------- | ---- |
| 51° 30′ 51″ N, 9° 47′ 12″ O | Dransfeld 187 | Durchmesser ca. 7,5 m und Höhe ca. 0,6 m. Rund, stark gewölbt mit auslaufenden Randbereichen. Dichte Blocksteinpackung mit überwiegend faustgroßem Kalksteingeröll. Muldenartige Einbuchtungen im ganzen Bereich.                  | 28979495 | BW   |
| 51° 30′ 46″ N, 9° 47′ 15″ O | Dransfeld 197 | Durchmesser ca. 4,5 m und Höhe ca. 0,2 m. Fast rund, flach gewölbt. Randbereiche stark auslaufend. Dichte Steinpackung mit faust- bis kopfgroßem Kalksteingeröll. Rand- und Mittelbereich durch Steinverlagerungen leicht gestört. | 28979497 | BW   |
| 51° 30′ 50″ N, 9° 47′ 16″ O | Dransfeld 202 | Durchmesser ca. 6 m und Höhe ca. 0,6 m. Rund, gleichmäßig stark gewölbt mit deutlich abgesetzten Randbereichen. Dichte Blocksteinpackung aus faust- und kopfgroßen Kalksteinen.                                                    | 28979499 | BW   |
| 51° 30′ 45″ N, 9° 47′ 20″ O | Dransfeld 208 | Durchmesser ca. 4,5 m und Höhe ca. 0,4 m. Rund, deutlich gewölbt. Randbereiche klar abgesetzt. Überwiegend faustgroßes Kalksteingeröll.                                                                                            | 28979493 | BW   |

### Dransfeld 211
- ID:28985197
- Runde, große und hoch gewölbte Grabhügel, mit Ausnahme aus Kalksteinen aufgeworfen. Jeweils isolierte Lage. Nur geringfügig gestört. Keine Untersuchungen.

| Lage                        | Bezeichnung   | Beschreibung | ID       | Bild |
| --------------------------- | ------------- | --- | -------- | ---- |
| 51° 30′ 51″ N, 9° 47′ 5″ O  | Dransfeld 211 | Durchmesser ca. 11 m und Höhe ca. 0,6 m. Rund, hoch gewölbt, markant mit deutlich abgesetzten Randbereichen. Im O durch Hanglage stark auslaufend. Gipfel abgeflacht. Dichte Blocksteinpackung aus bis zu kopfgroßen Kalksteinblöcken und vereinzelten Basaltsteinen. Flache, muldenartige Einbuchtungen. | 28979502 | BW   |
| 51° 30′ 53″ N, 9° 47′ 0″ O  | Dransfeld 212 | Durchmesser ca. 12 m und Höhe ca. 0,6 m. Rund, stark und regelmäßig gewölbt. Anscheinend aus Lößlehm aufgebaut, keine Steine erkennbar. Fließende Randbereiche. Ein Bohrprofil bestätigte den Aufbau aus Lößlehm und auf dem Übergang von flachgründigem zu tiefgründigem Mutterboden auf Muschelkalk liegt. Nur auf Grund des benutzten Baumaterials fällt dieser Hügel aus dem Rahmen dieser Gruppe; Lage, Form und Größe sind gleich. | 28979386 | BW   |
| 51° 30′ 48″ N, 9° 46′ 58″ O | Dransfeld 214 | Durchmesser ca. 11 m und Höhe ca. 0,6 m. Rund, stark gewölbt. Gipfelbereich abgeflacht, Rand gut abgesetzt. Dichte bis fußballgroße Kalksteinpackung. Am Gipfel flache muldenartige Einbuchtungen. | 28979500 | BW   |
| 51° 30′ 49″ N, 9° 46′ 48″ O | Dransfeld 215 | Durchmesser ca. 9 m und Höhe ca. 0,6 m. Rund, stark gewölbt mit abgerundetem Gipfe. Randbereiche ziemlich fließend. Dichte Blocksteinpackung aus faust- bis kopfgroßen Kalksteinen. Keine sichtbaren Störungen. | 28979509 | BW   |
| 51° 30′ 46″ N, 9° 46′ 49″ O | Dransfeld 216 | Durchmesser ca. 9 m und Höhe ca. 0,6 m. Rund, stark gewölbt mit abgerundetem Gipfel. Randbereiche stark auslaufend. Dichte Blocksteinpackung aus faust- bis kopfgroßen Kalksteinen. Leichte Steinverlagerungen im Gipfelbereich. | 28979513 | BW   |

### Dransfeld 217
- ID:28981552
- Einheitliche, eng zusammenliegende Gruppe kleiner, sehr flach gewölbter Steinhügel aus Kalksteingeröll, gelegentlich mit Beimischung von Basaltgeröll. Grundform rund bis leicht oval, fließende Randbereiche. Augenscheinlich kaum gestört. In ihrer Größe und durch das Zusammenliegen in einer geschlossenen Gruppe stark abweichend von den übrigen Grabhügeln im Arensbusch. Diese Beschaffenheit dürfte Anhaltspunkte bieten für eine zeitliche Differenzierung der Grabhügel.

| Lage                        | Bezeichnung   | Beschreibung | ID       | Bild |
| --------------------------- | ------------- | --- | -------- | ---- |
| 51° 30′ 39″ N, 9° 46′ 56″ O | Dransfeld 217 | Durchmesser ca. 3,5 m und Höhe ca. 0,2 m. Rund, sehr flach gewölbt. Randbereiche stark auslaufend, aber deutlich abgesetzt. Gelockerte Blocksteinpackung aus faust- bis kopfgroßen Kalksteinen. Gesetzte Steine am Rand? Keine sichtbaren Störungen.                                               | 28981532 | BW   |
| 51° 30′ 39″ N, 9° 46′ 57″ O | Dransfeld 218 | Größe ca. 3,5 × 2,5 m und Höhe ca. 0,3 m. Rundoval, sehr flach gewölbt in N-S-Ausrichtung. Randbereiche stark auslaufend, aber deutlich abgesetzt. Unter Laubdecke dichte Steinpackung aus faust- bis kopfgroßem Kalksteingeröll. Leichte Steinverschiebung am nordöstl. Hügelrand.                | 28981533 | BW   |
| 51° 30′ 39″ N, 9° 46′ 57″ O | Dransfeld 219 | Größe ca. 3,5 × 2,5 m und Höhe ca. 0,3 m. Rundoval, sehr flach, stark auslaufend in N-S-Richtung. Dichte Blocksteinpackung aus kopfgroßen Kalksteinen. Augenscheinlich ohne Störung. | 28981531 | BW   |
| 51° 30′ 40″ N, 9° 46′ 57″ O | Dransfeld 220 | Durchmesser ca. 3,5 m und Höhe ca. 0,2 m. Rund, flach gewölbt mit stark auslaufenden Randbereichen. Faust- bis kopfgroßes, dichtes Kalksteingeröll. Leichte Steinverlagerungen im nordöstl. Randbereich.                                                                                           | 28981539 | BW   |
| 51° 30′ 39″ N, 9° 46′ 58″ O | Dransfeld 221 | Durchmesser ca. 2,5 m und Höhe ca. 0,3 m. Rund mit gleichmäßig deutlicher Wölbung. Geschlossene Steinpackung aus überwiegend faustgroßem Kalksteingeröll. Ränder auslaufend. Gut erhalten; ohne Störungen.                                                                                         | 28981542 | BW   |
| 51° 30′ 38″ N, 9° 46′ 58″ O | Dransfeld 222 | Durchmesser ca. 4 m und Höhe ca. 0,3 m. Flach, nahezu rund mit auslaufenden Randbereichen. Leicht gelockerte Blocksteinpackung aus vorwiegend faustgroßem Kalkstein- und vereinzelt Basaltgeröll. Am östl. Hügelrand leichte Steinverschiebungen.                                                  | 28981545 | BW   |
| 51° 30′ 39″ N, 9° 46′ 58″ O | Dransfeld 223 | Durchmesser ca. 3 m und Höhe ca. 0,2 m. Sehr flach, ursprünglich wohl rund. Randbereiche stark auslaufend. Bis kopfgroßes Kalkstein- und vereinzelt Basaltgeröll. Steinverlagerungen in den Randbereichen.                                                                                         | 28981547 | BW   |
| 51° 30′ 39″ N, 9° 46′ 58″ O | Dransfeld 224 | Durchmesser ca. 2,5 m und Höhe ca. 0,2 m. Rund, sehr flach, stark auslaufend. Durch Laubdecke fast überwiegend faustgroßes Kalksteingeröll erkennbar. Augenscheinlich ungestört. | 28981546 | BW   |
| 51° 30′ 39″ N, 9° 46′ 59″ O | Dransfeld 225 | Durchmesser ca. 3 m und Höhe ca. 0,2 m. Rund, sehr flach, stark auslaufend. Steinpackung aus Kalksteingeröll bis Kopfgröße. Augenscheinlich ohne Störung. 6 m südl. vom Hügel kleine Ansammlung von Kalksteingeröll.                                                                               | 28981549 | BW   |
| 51° 30′ 40″ N, 9° 47′ 0″ O  | Dransfeld 226 | Durchmesser ca. 4 m und Höhe ca. 0,4 m. Nahezu rund, flach gewölbt mit stark auslaufenden Randbereichen. Lockere Blocksteinpackung aus vorwiegend faustgroßen Kalksteinen. Südl. Bereich deutlich gewölbt. Leicht gestörter Gesamteindruck. Steinstreuung und Steinverlagerung am nördl. Hügelfuß. | 28981551 | BW   |

### Dransfeld 277
- ID:28988887
- Gruppe von flachen, rundovalen und länglichen Kalk- und Sandsteinansammlungen (und Basalt?), die sich teilweise an natürlich angeordnete Sandsteinblöcke anzulehnen scheinen. Langhügel etwa N-S ausgerichtet und bilden ab und zu flache Absätze nach W. Geringer Mutterboden auf Muschelkalk, nach S Sandsteinblöcke freiliegend. Jünemann (s. Lit.) weist auf die benachbarte Lage der Wüstung Grophagen hin; das Vorhandensein alter Flurrelikte in dieser Fläche darf nicht ausgeschlossen werden.

| Lage                        | Bezeichnung   | Beschreibung | ID       | Bild |
| --------------------------- | ------------- | --- | -------- | ---- |
| 51° 28′ 11″ N, 9° 45′ 0″ O  | Dransfeld 277 | Größe ca. 7,8 × 3,5 m und Höhe ca. 0,3 m. Oval, sehr flach mit Sandsteinblöcken am Rand und Kalksteingeröll. Nur im südl. Bereich weist die Steinansammlung eine geringe Wölbung auf. Mehrere Mulden. | 28988782 | BW   |
| 51° 28′ 12″ N, 9° 44′ 58″ O | Dransfeld 278 | Größe ca. 4 × 3,5 m und Höhe ca. 0,2 m. Oval, sehr flach mit verstreut liegenden Kalk- und Sandsteingeröll, hauptsächlich im südl. Bereich um Sandsteinblöcke herum gruppiert. Läuft nach allen Seiten sehr flach aus. | 28988786 | BW   |
| 51° 28′ 11″ N, 9° 45′ 0″ O  | Dransfeld 279 | Größe ca. 14 × 4 m und Höhe ca. 0,4 m. Langoval, sehr flach, der nach N und S stark ausläuft. Nur im mittleren Bereich und am westl. Rand eine Steinansammlung aus Sandsteinblöcken und Kalksteingeröll von ca. 1,5 × 3,5 m in N-S-Richtung zu erkennen. | 28988790 | BW   |
| 51° 28′ 10″ N, 9° 44′ 59″ O | Dransfeld 280 | Größe ca. 17 × 7 m und Höhe ca. 0,5 m. Langoval, deutlich gewölbt, besonders nach N und S stark ausläuft. Nur im Mittelbereich und am westl. Rand ist eine Steinansammlung von ca. 2 × 6 m in N-S-Richtung erkennbar (Sandsteinblöcke, kleineres Sand- und Kalksteingeröll). | 28988789 | BW   |
| 51° 28′ 10″ N, 9° 44′ 59″ O | Dransfeld 281 | Größe ca. 16 × 4 m und Höhe ca. 0,3 m. Sehr schwach von O ansteigend, langgezogen, flach, an westl. Flanke Steinansammlung. Zwischen Sandsteinblöcken Sand- und Kalksteingeröll. Wirkt nach W wie ein flacher Geländeabsatz, welcher sich leicht winkelig in nördl. Richtung fortsetzt, mit vereinzelten Sandsteinblöcken. | 28988788 | BW   |
| 51° 28′ 11″ N, 9° 44′ 57″ O | Dransfeld 282 | An der Stirnseite über ein L. von 5 m Sandsteinblöcke sowie wenig Kalksteingeröll aus dem Waldhumus ragend. Keine Hügelwölbung sichtbar. Weiterer abgeflachter Absatzverlauf nach N und S. | 28988883 | BW   |
| 51° 28′ 10″ N, 9° 45′ 0″ O  | Dransfeld 283 | Größe ca. 4,5 × 4 m und Höhe ca. 0,2 m. Nahezu rund, sehr schwach gewölbt aus Sand- und Kalksteingeröll und einigen Blöcken, tw. als lockere Packung. Nach allen Seiten stark auslaufend, nach W deutlich abgesetzt. | 28988884 | BW   |
| 51° 28′ 9″ N, 9° 45′ 0″ O   | Dransfeld 284 | Nahezu bodengleiche Ansammlung von 4 Sandsteinblöcken in einem Halbkreis von ca. 7 m Dm. Dazwischen liegen vereinzelt einige Kalksteine. | 28988791 | BW   |
| 51° 28′ 10″ N, 9° 45′ 1″ O  | Dransfeld 285 | Größe ca. 11,5 × 9 m und Höhe ca. 0,5 m. Rundoval, stattlich, in den erhaltenen Bereichen stark gewölbt mit gut begrenzten Rändern. Aus Kalk- und Sandsteinblöcken in verschiedenen Größen. Die am südl. Rand gesetzten Steine lassen eine Grabkammer vermuten. An dessen östl. Begrenzung alternierende Sand- und Kalksteinsetzung, evtl. im Original. Am östl. Rand im Abraum gebrannte? (gelb gefärbte) Kalksteinfragmente. Ursprünglicher Dm. lt. Lit. ca. 20 m. Südl. Hügelteil stark gestört. | 28988885 | BW   |
| 51° 28′ 9″ N, 9° 45′ 2″ O   | Dransfeld 286 | Größe ca. 5 × 3,5 m und Höhe ca. 0,5 m. Klein, oval, deutlich abgesetzt. In der Mitte 3 Sandsteinblöcke, wovon 2 gesetzt sind.Vereinzelt Kalksteinbrocken sichtbar. Im Zuge der Ausgrabungen 1959 konnte ein doppelter Steinkranz freigelegt werden. Im inneren Kranz fanden sich zwischen großen Sandsteinblöcken Knochenfunde. Nach der Ausgrabung rekonstruiert. | 28988886 | BW   |
| 51° 28′ 12″ N, 9° 45′ 1″ O  | Dransfeld 287 | Größe ca. 8,5 × 5 m und Höhe ca. 0,35 m. Oval, flach gewölbt mit großen Sandsteinblöcken, Kalk- und Sandsteingeröll. Nach allen Seiten stark auslaufend. Sandsteinblöcke am Rand. Scheint im mittleren und westl. Bereich ausgeräumt zu sein. | 28988888 | BW   |

### Jühnde 1
- ID:28991289
- Vereinzelt bzw. in kleineren Gruppen zusammenliegende Kalksteinhügel mit runder bis leicht ovaler Form. Höhen meist gering. Es treten keine Langformen auf. Eine geringe Anzahl der Grabhügel ist oberflächlich steinlos. Die nicht untersuchten Hügel kaum gestört, die ausgegrabenen Hügel alle kenntlich durch nicht wiederaufgeschüttetes Erdreich.

| Lage                        | Bezeichnung          | Beschreibung | ID       | Bild |
| --------------------------- | -------------------- | --- | -------- | ---- |
| 51° 26′ 39″ N, 9° 47′ 33″ O | Jühnde 5             | Ebenerdig abgetragen; mit verstreut liegenden Steinanhäufengen. Zwischen den Steinhaufen ein 0,70 m tiefes Loch. Wurde 1978 durch das Sem. für Ur- und Frühgeschichte der Universität Göttingen untersucht. Bei den Ausgrabungen traten u.a. Menschenknochen (größtenteils verbrannt) und Holzkohle zutage. | 28982311 | BW   |
| 51° 26′ 39″ N, 9° 47′ 34″ O | Jühnde 6             | Durchmesser ca. 8 m und Höhe ca. 0,3 m. Rund, ebenmäßig flach gewölbt. Gipfel leicht abgeflacht. Überwiegend faustgroße Kalksteinpackung. Augenscheinlich ungestört. | 28982312 | BW   |
| 51° 26′ 41″ N, 9° 47′ 41″ O | Jühnde 7             | Durchmesser ca. 5,5 m und Höhe ca. 0,35 m. Flach gewölbt mit sanft auslaufendem Rand. Abgetragen; mehrere flache Grabungsschnitte sichtbar. Stein-/Erdaushub seitlich gelagert. | 28982314 | BW   |
| 51° 26′ 42″ N, 9° 47′ 45″ O | Jühnde 8             | Durchmesser ca. 8 m und Höhe ca. 0,5 m. Ehemals ebenmäßig gewölbt mit allmählich auslaufendem Rand. Nun ebenerdig abgetragen mit seitlicher Bodenablagerung. | 28982316 | BW   |
| 51° 26′ 39″ N, 9° 47′ 48″ O | Jühnde 9             | Durchmesser ca. 10 m und Höhe ca. 1,1 m. Rund, ebenmäßig hoch gewölbt mit abgeflachtem Gipfel. Randbereiche deutlich abgesetzt. Faust- bis kopfgroße Kalksteinpackung. Am Hügelfuß verläuft in SW-Richtung ein schwacher, aber deutlich sichtbarer, ca. 3 m breiter Steinwall, der am Plateaurand spitzwinklig abknickt und in östlicher Richtung vor FStNr. 11 endet. Augenscheinlich ohne Störung.                                                    | 28982315 | BW   |
| 51° 26′ 38″ N, 9° 47′ 48″ O | Jühnde 10            | Durchmesser ca. 9 m und Höhe ca. 0,8 m. Rund, ebenmäßig hoch gewölbt mit abgeflachtem Gipfel. Faust- bis kopfgroße Kalksteinpackung. Im Gipfelbereich Raub-Grabungsloch von 0,6 m Tiefe mit seitlicher Steinablagerung. | 28982317 | BW   |
| 51° 26′ 38″ N, 9° 47′ 49″ O | Jühnde 11            | Durchmesser ca. 6 m und Höhe ca. 0,4 m. Rund, deutlich ebenmäßig gewölbt mit auslaufenden Randbereichen. Gipfel abgerundet. Faust- bis kopfgroße Kalksteinpackung. Am westlichen Hügelfuß Steinwall mit westlicher Ausrichtung. Augenscheinlich gut erhalten und ungestört. | 28982319 | BW   |
| 51° 26′ 37″ N, 9° 47′ 49″ O | Jühnde 12            | Durchmesser ca. 5 m und Höhe ca. 0,2 m. Rund, flach auslaufend. Gipfel flach bis leicht abgerundet. Überwiegend faust- bis kopfgroße Kalksteine erkennbar. Im westlichen Wölbungsbereich muldenartige flache Vertiefung. | 28982320 | BW   |
| 51° 26′ 45″ N, 9° 47′ 50″ O | Jühnde 14            | Abgetragener Steinhügel mit seitlicher und z.T. im Hügelbereich befindlicher Steinablagerung. Konnte durch das Sem. für Ur- und Frühgeschichte der Universität Göttingen 1978 untersucht werden. Es fanden sich u.a. Holzkohle sowie gebrannter Lehm und Steine, ein Mahlsteinfragment und eine Tonscherbe. | 28982318 | BW   |
| 51° 26′ 40″ N, 9° 47′ 55″ O | Jühnde 16            | Durchmesser ca. 8 m und Höhe ca. 0,4 m. Rund, ebenmäßig flach gewölbt mit abgeflachtem Gipfel. Randbereiche flach, aber deutlich abgesetzt. Faust- bis kopfgroße Kalksteine. Augenscheinlich ungestört und gut erhalten. | 28982321 | BW   |
| 51° 26′ 39″ N, 9° 47′ 58″ O | Jühnde 17            | Durchmesser ca. 7 m und Höhe ca. 0,4 m. Rund, ebenmäßig flach gewölbt. Abgeflachter Gipfel. Randbereiche flach, aber deutlich abgesetzt. Faust- bis kopfgroße Kalksteine. Augenscheinlich ungestört und gut erhalten. | 28982322 | BW   |
| 51° 26′ 32″ N, 9° 48′ 1″ O  | Jühnde 18            | Durchmesser ca. 8 m und Höhe ca. 0,4 m. Rund, ebenmäßig deutlich gewölbt. Rand deutlich abgesetzt. Gipfel unnatürlich stark abgeflacht. Flache Gipfelmulde. | 28982323 | BW   |
| 51° 26′ 34″ N, 9° 47′ 57″ O | Jühnde 19            | Durchmesser ca. 8 m und Höhe ca. 0,9 m. Rund, ebenmäßig hoch gewölbt mit abgerundetem Gipfel. Randbereiche deutlich abgesetzt. Überwiegend faustgroße Kalksteine. Augenscheinlich gut erhalten und ungestört. | 28982324 | BW   |
| 51° 26′ 31″ N, 9° 47′ 31″ O | Jühnde 24            | Durchmesser ca. 7,5 m und Höhe ca. 0,3 m. Rund, ebenmäßig flach gewölbt mit deutlich abgesetzten Randbereichen. Gipfel abgeflacht. Augenscheinlich ohne Beschädigung. | 28982313 | BW   |
| 51° 26′ 31″ N, 9° 47′ 30″ O | Jühnde 26            | Durchmesser ca. 9 m und Höhe ca. 0,4 m. Rund, deutlich mit gleichmäßiger Wölbung. Randbereiche flach auslaufend. Faust- bis kopfgroße Kalkbruchsteine. Augenscheinlich ungestört. | 28982419 | BW   |
| 51° 26′ 37″ N, 9° 48′ 7″ O  | Jühnde 29            | Durchmesser ca. 10 m und Höhe ca. 0,5 m. Rund bis leicht oval mit flacher Wölbung. Gipfel abgeflacht, Randbereiche flach auslaufend. Faust- bis kopfgroße Kalkbruchsteine. Heruntergezogene Steinpackung im südlichen Bereich, bedingt durch Hanglage. Augenscheinlich ohne Störung. | 28982420 | BW   |
| 51° 26′ 35″ N, 9° 47′ 23″ O | Jühnde 30, Sonstiges | Größe ca. 72 × 48 m und Höhe ca. 10 m. Sehr markant, besitzt keine eigentliche Kuppe; zieht sich kammartig in der Verlängerung des schwachen Rückens weiter. Die östliche Stirnseite ist sehr schmal und spitz; das westliche Ende dagegen dehnt sich sehr breit und weit bis zum Tal der Dramme hin aus. Das Profil von O nach W ist somit stark asymmetrisch, das Profil von N nach S dürfte wohl symmetrisch sein. Augenscheinlich nicht angegraben. | 28982310 | BW   |
| 51° 26′ 32″ N, 9° 47′ 22″ O | Jühnde 31            | Durchmesser ca. 10 m und Höhe ca. 0,5 m. Kräftig gewölbt, sich von allen Seiten deutlich abhebend. Oval. Zwei sehr große Kalksteinblöcke am östlichen Rand deuten darauf hin, dass hier anstehender Fels an die Oberfläche tritt. Dürfte sich an diesem Felsausbiss orientiert haben. Am südlichen Rand zwei augenscheinlich gesetzte Steine; sonst regellose Steinpackung.                                                                             | 28982422 | BW   |

### Jühnde 90
- ID:28991291
- Insgesamt lockere Gruppe von überwiegend runden Muschelkalksteinhügeln; teilweise Anordnung durch den Gratverlauf bedingt. Die runden schwanken im Dm. zwischen 3,5 und 8 m und sind bis auf wenige Ausnahmen flach gewölbt. Im westlichen Bereich der Gruppe eine lange, O-W ausgerichtete Steinreihe. Insgesamt gut erhalten, einige Rundhügel leicht gestört. Bei Begehung der östl. anschließenden Waldfläche konnten 14 weitere runde Steinhügel von 3 – 5 m Dm. und durchschnittlich 0,2 – 0,3 m H. entdeckt werden

| Lage                        | Bezeichnung | Beschreibung | ID       | Bild |
| --------------------------- | ----------- | --- | -------- | ---- |
| 51° 26′ 34″ N, 9° 49′ 51″ O | Jühnde 93   | Durchmesser ca. 8 m und Höhe ca. 0,2 m. Rund. Struktur durch schwach abgesetzten Rand aus steinfreiem Humusboden noch erkennbar. Stark abgeflachte Oberfläche. Im östlichen Randbereich verstreut liegende Kalksteine. Stark gestörter Gesamteindruck.                                           | 28982438 | BW   |
| 51° 26′ 25″ N, 9° 50′ 18″ O | Jühnde 99   | Durchmesser ca. 3,5 m und Höhe ca. 0,2 m. Rund bis leicht oval mit vereinzelt durch Laubdecke herausragenden Steinblöcken bis über Kopfgröße. Flach aber deutlich gewölbt mit unregelmäßig auslaufenden Randbereichen. Oberfläche leicht muldenartig. Westlicher Rand von Waldweg angeschnitten. | 28982442 | BW   |
| 51° 26′ 24″ N, 9° 50′ 14″ O | Jühnde 100  | Durchmesser ca. 3,5 m und Höhe ca. 0,3 m. Klein, rund und flach, aber deutlich abgesetzt. Oberfläche wird durch Kalksteinblöcke und -platten bis etwa Kopfgröße ausgemacht. Frei von Störungen.                                                                                                  | 28982443 | BW   |
| 51° 26′ 28″ N, 9° 50′ 15″ O | Jühnde 102  | Durchmesser ca. 8 m und Höhe ca. 0,7 m. Rund. Aufgebaut aus feinbrüchigen bis kopfgroßen Kalkbruchsteinen. Ebenmäßig gewölbt mit gut abgesetzten Randbereichen. Im NO-Randbereich, bedingt durch Hanglage, leicht verstürzte Steinpackung. Ansonsten gut erhalten.                               | 28982444 | BW   |
| 51° 26′ 30″ N, 9° 50′ 13″ O | Jühnde 107  | Durchmesser ca. 5 m und Höhe ca. 0,3 m. Flach gewölbt, leicht oval mit sanft auslaufenden Randbereichen. Locker liegende faust- bis kopfgroße Kalksteine. Versetzt mit Humusboden. Im nördlichen Randbereich verstreut liegendes Kalkbruchgestein.                                               | 28982448 | BW   |
| 51° 26′ 29″ N, 9° 50′ 3″ O  | Jühnde 108  | Durchmesser ca. 7,5 m und Höhe ca. 0,4 m. Unförmig. Überwiegend faustgroße Kalksteine sichtbar, versetzt mit Humusboden. Abgeflachte Kuppe. Nach W zungenartig auslaufender Rand, sonst abgesetzt. Im Zentralbereich muldenartige Eintiefung. Nördlicher Hügelfuß an einen Waldweg angrenzend.   | 28982449 | BW   |
| 51° 26′ 22″ N, 9° 50′ 16″ O | Jühnde 131  | Durchmesser ca. 3 – 5 m und Höhe ca. 0,2 – 0,3 m. Aus faust- bis kopfgroßen kantigen Kalksteinen, wenige Steine auch größer. | 33671429 | BW   |
| 51° 26′ 23″ N, 9° 50′ 19″ O | Jühnde 132  | Durchmesser ca. 3 – 5 m und Höhe ca. 0,2 – 0,3 m. Aus faust- bis kopfgroßen kantigen Kalksteinen, wenige Steine auch größer. | 33671440 | BW   |
| 51° 26′ 22″ N, 9° 50′ 19″ O | Jühnde 133  | Durchmesser ca. 3 – 5 m und Höhe ca. 0,2 – 0,3 m. Aus faust- bis kopfgroßen kantigen Kalksteinen, wenige Steine auch größer. | 33671443 | BW   |
| 51° 26′ 22″ N, 9° 50′ 20″ O | Jühnde 134  | Durchmesser ca. 3 – 5 m und Höhe ca. 0,2 – 0,3 m. Aus faust- bis kopfgroßen kantigen Kalksteinen, wenige Steine auch größer. | 33671446 | BW   |
| 51° 26′ 21″ N, 9° 50′ 21″ O | Jühnde 135  | Durchmesser ca. 3 – 5 m und Höhe ca. 0,2 – 0,3 m. Aus faust- bis kopfgroßen kantigen Kalksteinen, wenige Steine auch größer. | 33671449 | BW   |
| 51° 26′ 21″ N, 9° 50′ 23″ O | Jühnde 136  | Durchmesser ca. 3 – 5 m und Höhe ca. 0,2 – 0,3 m. Aus faust- bis kopfgroßen kantigen Kalksteinen, wenige Steine auch größer. | 33671469 | BW   |
| 51° 26′ 21″ N, 9° 50′ 22″ O | Jühnde 137  | Durchmesser ca. 3 – 5 m und Höhe ca. 0,2 – 0,3 m. Aus faust- bis kopfgroßen kantigen Kalksteinen, wenige Steine auch größer. | 33671472 | BW   |
| 51° 26′ 20″ N, 9° 50′ 22″ O | Jühnde 138  | Durchmesser ca. 3 – 5 m und Höhe ca. 0,2 – 0,3 m. Aus faust- bis kopfgroßen kantigen Kalksteinen, wenige Steine auch größer. | 33671475 | BW   |
| 51° 26′ 18″ N, 9° 50′ 22″ O | Jühnde 139  | Durchmesser ca. 3 – 5 m und Höhe ca. 0,2 – 0,3 m. Aus faust- bis kopfgroßen kantigen Kalksteinen, wenige Steine auch größer. | 33671478 | BW   |
| 51° 26′ 21″ N, 9° 50′ 26″ O | Jühnde 140  | Durchmesser ca. 3 – 5 m und Höhe ca. 0,2 – 0,3 m. Aus faust- bis kopfgroßen kantigen Kalksteinen, wenige Steine auch größer. | 33671481 | BW   |
| 51° 26′ 22″ N, 9° 50′ 23″ O | Jühnde 141  | Durchmesser ca. 3 – 5 m und Höhe ca. 0,2 – 0,3 m. Aus faust- bis kopfgroßen kantigen Kalksteinen, wenige Steine auch größer. | 33671490 | BW   |
| 51° 26′ 30″ N, 9° 50′ 25″ O | Jühnde 142  | Durchmesser ca. 3 – 5 m und Höhe ca. 0,2 – 0,3 m. Aus faust- bis kopfgroßen kantigen Kalksteinen, wenige Steine auch größer. | 33671493 | BW   |
| 51° 26′ 29″ N, 9° 50′ 26″ O | Jühnde 143  | Durchmesser ca. 3 – 5 m und Höhe ca. 0,2 – 0,3 m. Aus faust- bis kopfgroßen kantigen Kalksteinen, wenige Steine auch größer. | 33671496 | BW   |
| 51° 26′ 25″ N, 9° 50′ 23″ O | Jühnde 144  | Durchmesser ca. 3 – 5 m und Höhe ca. 0,2 – 0,3 m. Aus faust- bis kopfgroßen kantigen Kalksteinen, wenige Steine auch größer. | 33671499 | BW   |

### Ossenfeld 1
- ID:28985198
- 15 Steinhügel (darunter wohl auch Hügelgräber). Gruppe von 6 runden Kalksteinhügeln mit wenig Beimischung von Basaltgeröll, flach bis stark gewölbt, die in unregelmäßigen Abständen auf dem Grat aufgereiht liegen sowie mehrere flache Steinreihen, etwa in O-W-Richtung verlaufend, L. bis 32 m, Br. bis 4 m. Die Steinreihen sind im südl. und südwestl. Bereich des Hainberges am deutlichsten erkennbar, besonders auf dem Grat, wo sie sich mit den runden Steinhügeln abwechseln. Auf den Flanken sind zwischen den schwach gewölbten Steinreihen flache Senken erkennbar. Locker gestreutes Kalkstein- sowie wenig Basaltgeröll an der Oberfläche. Die Grabhügel z. T. gestört. Die Rundhügel sind aufgrund der Orientierung am Gratverlauf und der formalen Ähnlichkeit als Grabhügel anzusprechen. Die Steinreihen, die mit den Rundhügeln räumlich nicht in Verbindung stehen, dürfte man als Altäckerrelikte betrachten. Die Bedeutung dieser Objektgruppe, liegt darin, dass Grabhügel und Altäcker zusammen vorkommen.

| Lage                        | Bezeichnung              | Beschreibung | ID       | Bild |
| --------------------------- | ------------------------ | --- | -------- | ---- |
| 51° 31′ 51″ N, 9° 47′ 36″ O | Ossenfeld 1              | Durchmesser ca. 8 m und Höhe ca. 0,4 m. Rund, deutlich gewölbt, im südl. Bereich flach auslaufend. Kalksteinpackung sichtbar. Anscheinend ungestört. | 28981790 | BW   |
| 51° 31′ 52″ N, 9° 47′ 34″ O | Ossenfeld 2, Steinreihe  | Größe ca. 31 × 3,5 m und Höhe ca. 0,2 m. Langgezogen, O-W ausgerichtet. Kalksteingeröll sichtbar. Kopfenden jeweils stark auslaufend. Im westl. Bereich durch alte Wegespur unterbrochen. | 28981793 | BW   |
| 51° 31′ 54″ N, 9° 47′ 36″ O | Ossenfeld 3              | Durchmesser ca. 9 m und Höhe ca. 0,4 m. Rund, ebenmäßig gewölbt. Randbereiche sanft auslaufend. Dichte Steinpackung vorhanden. Gut erhalten. | 28981796 | BW   |
| 51° 31′ 55″ N, 9° 47′ 35″ O | Ossenfeld 5, Steinreihe  | Größe ca. 12 × 4 m und Höhe ca. 0,2 m. Flacher Steinhaufen, länglich in O-W-Richtung. Steinpackung sichtbar. Anscheinend ungestört. | 28981795 | BW   |
| 51° 31′ 55″ N, 9° 47′ 35″ O | Ossenfeld 6, Steinreihe  | Größe ca. 8 × 3 m und Höhe ca. 0,2 m. Flach in annähernder O-W-Ausrichtung. Stark auslaufende Randbereiche. Überwiegend faustgroßes Kalkstein- und Basaltgeröll sichtbar. In den östl. und westl. Bereichen durch Fahrzeugspuren gestört. | 28981797 | BW   |
| 51° 31′ 54″ N, 9° 47′ 36″ O | Ossenfeld 7              | Durchmesser ca. 7 m und Höhe ca. 0,4 m. Im S-Bereich gleichmäßig rund. Regelmäßig gewölbt. Steinpackung sichtbar. | 28981799 | BW   |
| 51° 31′ 55″ N, 9° 47′ 36″ O | Ossenfeld 8              | Durchmesser ca. 9 m und Höhe ca. 0,5 m. Annähernd rund. Im südl. Bereich stark auslaufend, sonst gleichmäßig gewölbt mit deutlich abgesetzten Randbereichen. Stellenweise dichte Kalksteinpackung sichtbar. Im südl. Hügelbereich gestörte Oberfläche.                                                                                           | 28981800 | BW   |
| 51° 31′ 53″ N, 9° 47′ 36″ O | Ossenfeld 9              | Durchmesser ca. 14 m und Höhe ca. 0,8 m. Rund, ebenmäßig gewölbt. Aus Kalksteinblöcken aufgebaut. In der Mitte stark angetrichtert, Steinentnahme ca. 4 m im Dm. und bis zu 0,30 m T., teils verfüllt mit neuerem Bauschutt. | 28981802 | BW   |
| 51° 31′ 52″ N, 9° 47′ 34″ O | Ossenfeld 10, Steinreihe | Größe ca. 32 × 2 m und Höhe ca. 0,2 m. Langgezogen mit SO-NW-Ausrichtung. Kopfenden jeweils sehr flach auslaufend. Vereinzelt Kalksteingeröll. Leicht durch alte Wegespur angeschnitten. | 28981801 | BW   |
| 51° 31′ 52″ N, 9° 47′ 36″ O | Ossenfeld 11, Steinreihe | Größe ca. 24 × 4 m und Höhe ca. 0,2 m. Länglich, in O-W-Richtung. An den Enden jeweils flach auslaufend, im Kammbereich am stärksten gewölbt. Kalksteingeröll sichtbar. Auf der östl. Flanke des Grats einen flachen Absatz nach S bildend, zur südl. anschließenden, parallel verlaufenden Steinreihe hin ist eine sehr flache Senke erkennbar. | 28981896 | BW   |
| 51° 31′ 53″ N, 9° 47′ 36″ O | Ossenfeld 12, Steinreihe | Größe ca. 22 × 4 m und Höhe ca. 0,3 m. Länglich, O-W-Ausrichtung. An den Enden jeweils flach auslaufend, im Kammbereich deutlich gewölbt. Kalksteingeröll. Bildet auf der O-Flanke des Grats einen flachen Absatz nach S, der noch ca. 10 m nach O erkennbar ist.                                                                                | 28981897 | BW   |

### Ossenfeld 13
- ID:28981908
- Fünf runde Kalksteinhügel, deutlich gewölbt. Lage vereinzelt, einmal gepaart. Einige Hügel angeblich gestört durch Benutzung als Kadaverkuhlen (vor 1939). Verbliebene Hügel machen guten Erhaltungseindruck.1951 in einem Hügel u. a. eine Grabkammer von 2,50 m L. und 1,50 m Br. gefunden. Nach Jünemann Übergang Neolithikum-Bronzezeit.

| Lage                        | Bezeichnung  | Beschreibung | ID       | Bild |
| --------------------------- | ------------ | --- | -------- | ---- |
| 51° 31′ 48″ N, 9° 47′ 22″ O | Ossenfeld 13 | Durchmesser ca. 11 m und Höhe ca. 0,8 m. Rund, hoch gewölbt. Randbereiche sanft auslaufend, offensichtlich aus Kalkbruchstein aufgebaut. Anscheinend gut erhalten. | 28981898 | BW   |
| 51° 31′ 50″ N, 9° 47′ 25″ O | Ossenfeld 14 | Durchmesser ca. 9 m und Höhe ca. 0,4 m. Flach gewölbt, Randbereiche sanft auslaufend, aus Kalkbruchstein aufgebaut. Ungestörter Gesamteindruck. | 28981899 | BW   |
| 51° 31′ 51″ N, 9° 47′ 28″ O | Ossenfeld 15 | Durchmesser ca. 11 m und Höhe ca. 0,5 m. Ebenmäßig gewölbt, Kalkbruchsteinpackung ersichtlich. Anscheinend gut erhalten. | 28981900 | BW   |
| 51° 31′ 52″ N, 9° 47′ 27″ O | Ossenfeld 16 | Durchmesser ca. 10 m und Höhe ca. 0,5 m. Rund, steil gewölbt. Randbereiche gleichmäßig auslaufend, Aus Kalkbruchstein bestehend. Augenscheinlich ungestört. | 28981901 | BW   |
| 51° 31′ 52″ N, 9° 47′ 26″ O | Ossenfeld 22 | Durchmesser ca. 8 m und Höhe ca. 0,5 m. Deutlich herausragend, hochgewölbt, wohl rund. Steinmaterial faustgroß und kleine, abgerundete Elemente in dichter Packung. Im O möglicherweise mit einem kleineren, niedrigen Kalksteinhügel zusammengeschmolzen. Am südl. Fuß größere Materialentnahme. | 28981907 | BW   |

### Scheden 4
- ID:28991430
- Locker gestreute Gruppe von 22 (?) runden und ovalen Steinhügeln, einige deutlich an Geländeerhebungen orientiert liegend. Die meisten sind klein und nur flach gewölbt, manche jedoch besitzen stattliche Durchmesser und Höhen. Ausnahmslos aus Muschelkalk aufgebaut. Es treten keine richtigen Langhügel auf. Störungen kaum erkennbar.

| Lage                        | Bezeichnung | Beschreibung | ID       | Bild |
| --------------------------- | ----------- | --- | -------- | ---- |
| 51° 27′ 47″ N, 9° 45′ 43″ O | Scheden 4   | Durchmesser ca. 7 m und Höhe ca. 0,5 m. Ebenmäßig flach gewölbt; Rand sanft auslaufend. Ohne Störung.                                                                         | 28991415 | BW   |
| 51° 27′ 45″ N, 9° 45′ 41″ O | Scheden 5   | Größe ca. 7 × 12 m und Höhe ca. 0,7 m. Oval, ebenmäßig geformt; S-Rand in den Steilhang übergehend, Rand sonst sanft auslaufend. Ohne Störung.                                | 28991417 | BW   |
| 51° 27′ 49″ N, 9° 45′ 43″ O | Scheden 6   | Durchmesser ca. 5 m und Höhe ca. 0,3 m. Klein, flach, jedoch ebenmäßig geformt; Rand sanft auslaufend. Ohne Störung.                                                          | 28991418 | BW   |
| 51° 27′ 49″ N, 9° 45′ 45″ O | Scheden 7   | Durchmesser ca. 6 m und Höhe ca. 0,4 m. Klein, flach gewölbt, mit Erde abgedeckt (Steine mit Sonde festgestellt). Ohne Störung.                                               | 28991416 | BW   |
| 51° 27′ 50″ N, 9° 45′ 47″ O | Scheden 8   | Durchmesser ca. 8 m und Höhe ca. 0,5 – 0,6 m. Ebenmäßig gewölbt; Rand schwach abgesetzt. Ohne Störung.                                                                        | 28991419 | BW   |
| 51° 27′ 50″ N, 9° 45′ 48″ O | Scheden 9   | Durchmesser ca. 8 m und Höhe ca. 0,4 – 0,5 m. Ebenmäßig flach gewölbt; Rand sanft auslaufend. Ohne Störung.                                                                   | 28991420 | BW   |
| 51° 27′ 50″ N, 9° 45′ 49″ O | Scheden 10  | Durchmesser ca. 7 m und Höhe ca. 0,4 m. Ebenmäßig flach gewölbt; nach 3 Seiten allmählich in den natürlichen Hang übergehend (SO-S-SW), sonst flach auslaufend. Ohne Störung. | 28991421 | BW   |
| 51° 27′ 50″ N, 9° 45′ 50″ O | Scheden 11  | Durchmesser ca. 9 m und Höhe ca. 0,6 – 0,7 m. Ebenmäßig gewölbt; mit schwach abgesetztem Rand. Ohne Störung.                                                                  | 28991422 | BW   |
| 51° 27′ 50″ N, 9° 45′ 53″ O | Scheden 12  | Größe ca. 4 × 4 m und Höhe ca. 0,4 m. Oval, ebenmäßig gewölbt; Rand sanft auslaufend. Ohne Störung.                                                                           | 28991423 | BW   |
| 51° 27′ 47″ N, 9° 45′ 54″ O | Scheden 13  | Durchmesser ca. 5 – 6 m und Höhe ca. 0,3 m. Flach, jedoch ebenmäßig gewölbt; Rand flach auslaufend. Ohne Störung.                                                             | 28991424 | BW   |
| 51° 27′ 47″ N, 9° 45′ 51″ O | Scheden 14  | Durchmesser ca. 5 m und Höhe ca. 0,5 – 0,6 m. Ebenmäßig stark gewölbt, Rand abgesetzt. Ohne Störung.                                                                          | 28991425 | BW   |
| 51° 27′ 47″ N, 9° 45′ 39″ O | Scheden 48  | Durchmesser ca. 8 m und Höhe ca. 0,5 m. Ebenmäßig gewölbt; Rand sanft auslaufend. Ohne Störung.                                                                               | 28991426 | BW   |
| 51° 27′ 48″ N, 9° 45′ 42″ O | Scheden 49  | Durchmesser ca. 7 m und Höhe ca. 0,4 – 0,5 m. Ebenmäßig gewölbt; sanft auslaufender Rand. Ohne Störung.                                                                       | 28991429 | BW   |
| 51° 27′ 48″ N, 9° 45′ 44″ O | Scheden 50  | Durchmesser ca. 8 m und Höhe ca. 0,5 m. Ebenmäßig flach gewölbt; Rand sanft auslaufend. Ohne Störung.                                                                         | 28991431 | BW   |

### Scheden 55
- ID:28991546
- Mehrere, eng zusammenliegende Gruppen aus vorwiegend kleinen, flachen, runden bis ovalen Kalksteingeröllhügeln sowie vereinzelt liegenden Steinhügeln größerer Formverschiedenheit. Nur die deutlichsten, „grabhügelverdächtigen“ Exemplare wurden aufgenommen. Einige wenige Langformen im östlichen, flacheren Bereich des Springberges. Die ovalen und langen Hügel fast alle N-S ausgerichtet. Anscheinend weitgehend ungestört.

| Lage                        | Bezeichnung | Beschreibung | ID       | Bild |
| --------------------------- | ----------- | --- | -------- | ---- |
| 51° 27′ 32″ N, 9° 45′ 9″ O  | Scheden 55  | Größe ca. 3 × 2 m und Höhe ca. 0,2 m. Oval, flach mit stark abgesetzten Randbereichen, N-S-Ausrichtung. Überwiegend kopfgroße Kalksteine freiliegend. Augenscheinlich ungestört. | 28991432 | BW   |
| 51° 27′ 32″ N, 9° 45′ 9″ O  | Scheden 56  | Größe ca. 5 × 2 m und Höhe ca. 0,2 m. Flach, oval in N-S-Ausrichtung. Sich kaum vom umliegenden Gelände abzeichnend. Auslaufende, undeutliche Randbereiche. Unter Laubdecke flachliegende Kalksteine von Faust- bis Kopfgröße sichtbar. Einige Steine senkrecht eingetieft. Frei von Störungen.                                                                                     | 28991433 | BW   |
| 51° 27′ 31″ N, 9° 45′ 9″ O  | Scheden 58  | Größe ca. 5,5 × 3,5 m und Höhe ca. 0,3 m. Flach, oval, ca. NO-SW-Ausrichtung. Mit ungleichen flachen Wölbungen und auslaufenden Randbereichen. Einige größere Steine unter Laubdecke erkennbar. Leicht gestörte Steinpackung. | 28991434 | BW   |
| 51° 27′ 31″ N, 9° 45′ 10″ O | Scheden 59  | Durchmesser ca. 4 m und Höhe ca. 0,2 m. Rund bis leicht unförmig. Gipfel stark abgeflacht. Flach auslaufende Ränder. Aufgebaut aus faust- bis kopfgroßem Kalksteingeröll. Steinpackung in der Oberfläche gestört. | 28991435 | BW   |
| 51° 27′ 31″ N, 9° 45′ 10″ O | Scheden 60  | Größe ca. 4,5 × 2,5 m und Höhe ca. 0,2 m. Oval, flach gewölbt in ca. N-S-Ausrichtung. Randbereiche flach aber deutlich abgesetzt. Steinpackung bestehend aus faust- bis kopfgroßen Kalksteinen. Am NO-Hügelfuß flache Einbuchtung mit seitlicher Steinstreuung. | 28991436 | BW   |
| 51° 27′ 31″ N, 9° 45′ 8″ O  | Scheden 61  | Größe ca. 4,5 × 3 m und Höhe ca. 0,2 m. Rund, deutlich gewölbt, N-S-Ausrichtung. Deutlich abgesetzte Ränder. Gipfel leicht abgeflacht. Aufgebaut aus überwiegend faustgroßen Kalksteinen. Leicht unförmige Oberflächenpackung. | 28991438 | BW   |
| 51° 27′ 35″ N, 9° 45′ 7″ O  | Scheden 71  | Größe ca. 4,5 × 3 m und Höhe ca. 0,3 m. Oval in ca. N-S-Ausrichtung. Deutliche Wölbung im Westen gegen einen Hang auslaufend. Faust- bis kopfgroße Kalkgerölle. Nördlich hügelähnliche Erhöhung aus Erdreich. Am westlichen Rand Steinansammlung von einigen größeren, flachen Kalksteinen.                                                                                         | 28991439 | BW   |
| 51° 27′ 35″ N, 9° 45′ 7″ O  | Scheden 72  | Größe ca. 6,5 × 4 m und Höhe ca. 0,5 m. Rund bis leicht unförmig. Im Südbereich gegen Kuppe auslaufend, sonst stark gewölbt mit deutlich abgesetzten Randbereichen. Gipfel leicht abgeflacht. Überwiegend faustgroßes Kalkgeröll. Muldenartige Einbuchtung mit größeren flachen Kalksteinen am westlichen Hügelfuß. Starke Steinstreuung am südlichen Rand mit anstehendem Gestein. | 28991440 | BW   |
| 51° 27′ 38″ N, 9° 45′ 8″ O  | Scheden 74  | Durchmesser ca. 3,5 m und Höhe ca. 0,3 m. Rund. Flach gewölbt. Im Ostbereich deutlicher abgesetzt, sonst flach auslaufend. Faust- bis kopfgroße Kalksteinpackung. Frei von Störungen. | 28991441 | BW   |
| 51° 27′ 38″ N, 9° 45′ 8″ O  | Scheden 75  | Durchmesser ca. 4,5 m und Höhe ca. 0,3 m. Rund, ebenmäßig gewölbt. Abgeflachter Gipfel. Randbereiche flach abgesetzt. Dichtliegende faust- bis kopfgroße Kalksteinpackung. Augenscheinlich gut erhalten. | 28991534 | BW   |
| 51° 27′ 38″ N, 9° 45′ 7″ O  | Scheden 76  | Durchmesser ca. 4,5 m und Höhe ca. 0,3 m. Rund, ebenmäßig gewölbt. Gipfelbereich abgeflacht. Randbereiche flach abgesetzt. Lockere Kalksteinstreuung. Frei von Störungen. | 28991535 | BW   |
| 51° 27′ 39″ N, 9° 45′ 7″ O  | Scheden 77  | Durchmesser ca. 4,5 m und Höhe ca. 0,2 m. Rund. Ebenmäßig gewölbt. Abgeflachter Gipfel. Randbereiche flach abgesetzt. Faust- bis kopfgroße Kalksteinbrocken. Augenscheinlich ungestört. | 28991536 | BW   |
| 51° 27′ 38″ N, 9° 45′ 9″ O  | Scheden 78  | Durchmesser ca. 4 m und Höhe ca. 0,3 m. Fast rund, deutlich gewölbt. Deutlich abgesetzte Randbereiche. Faust- bis kopfgroßes Kalksteingeröll. Leicht unregelmäßige Steinpackung im Gipfelbereich. | 28991537 | BW   |
| 51° 27′ 39″ N, 9° 45′ 9″ O  | Scheden 79  | Größe ca. 5,5 × 3,5 m und Höhe ca. 0,3 m. Oval, deutlich gewölbt in ca. N-S-Ausrichtung. Randbereiche deutlich abgesetzt. Gipfel leicht abgeflacht. Unter Laubdecke faust- bis kopfgroße Kalksteine erkennbar. Leicht gestört wirkende Steinpackung mit flacher Einkuhlung im mittleren Bereich.                                                                                    | 28991538 | BW   |
| 51° 27′ 39″ N, 9° 45′ 8″ O  | Scheden 80  | Durchmesser ca. 4,5 m und Höhe ca. 0,4 m. Rund, deutlich gewölbt. Randbereiche abgesetzt. Faust- bis kopfgroße Kalksteine. Steinentnahme im Gipfelbereich mit seitlicher Ablagerung. Gestörter Gesamteindruck. | 28991539 | BW   |
| 51° 27′ 39″ N, 9° 45′ 9″ O  | Scheden 81  | Durchmesser ca. 4 m und Höhe ca. 0,2 m. Fast rund, deutlich gewölbt. Steinpackung deutlich vom Waldboden abgesetzt. Faust- bis kopfgroßes Kalkgeröll. Steinentnahme im Gipfelbereich mit seitlicher Ablagerung. Gestörter Gesamteindruck. | 28991540 | BW   |
| 51° 27′ 41″ N, 9° 45′ 11″ O | Scheden 83  | Größe ca. 4,5 × 3,5 m und Höhe ca. 0,3 m. Fast rund, flach gewölbt. Überwiegend kopfgroße Kalksteingeröllpackung mit deutlich abgesetzten Rändern. Bedingt durch Hanglage Steinpackung leicht verstürzt. | 28991541 | BW   |
| 51° 27′ 39″ N, 9° 45′ 12″ O | Scheden 84  | Größe ca. 4 × 2,5 m und Höhe ca. 0,2 m. Oval, flach gewölbt in NO-SW-Ausrichtung. Flache, unregelmäßig auslaufende Randbereiche. Unter dichter Laubdecke faust- bis kopfgroße Kalksteingeröllpackung. Augenscheinlich ungestört. | 28991437 | BW   |
| 51° 27′ 38″ N, 9° 45′ 11″ O | Scheden 86  | Größe ca. 4 × 3 m und Höhe ca. 0,2 m. Rund bis oval mit deutlicher Wölbung. Randbereiche unregelmäßig flach auslaufend. Unter Laubdecke faust- bis kopfgroße Kalksteingerölle. In nördlicher Verlängerung ca. 10 m lange, flache zum Teil deckende Steinanhäufung. Leicht unregelmäßige Oberfläche. Geringe Steinstreuung im nördlichen Randbereich.                                | 28991542 | BW   |
| 51° 27′ 38″ N, 9° 45′ 3″ O  | Scheden 87  | Größe ca. 4,5 × 2,5 m und Höhe ca. 0,2 m. Flach gewölbt. Nach Westen abgesetzte Randbereiche, sonst flach auslaufend. Wenige, kopfgroße Kalksteingerölle. Im nördlichen Bereich muldenartige Vertiefungen. | 28991543 | BW   |
| 51° 27′ 38″ N, 9° 44′ 58″ O | Scheden 88  | Durchmesser ca. 4 m und Höhe ca. 0,3 m. Fast rund. Flach gewölbt. Randbereiche sanft auslaufend. Lockere Kalkbruchsteine von Faust- bis Kopfgröße. Gipfel und Randbereich durch Fahrspur gestört. | 28991544 | BW   |
| 51° 27′ 39″ N, 9° 45′ 8″ O  | Scheden 91  | Durchmesser ca. 3 m und Höhe ca. 0,2 m. Rund, mit flacher, ebenmäßiger Wölbung. Deutlich abgesetzte Randbereiche. Unter Laubdecke faust- bis kopfgroße Kalksteine. Frei von Störungen. | 28991545 | BW   |